# Azules y Colorados
Los Azules y Colorados o la guerra entre Azules y Colorados es el nombre con el que es conocido en la historia de Argentina una serie de enfrentamientos armados entre dos facciones de las Fuerzas Armadas argentinas, en septiembre de 1962 y abril de 1963, durante la presidencia de José María Guido, surgida como consecuencia del golpe de Estado del 29 de marzo de 1962. Los "Colorados" eran abiertamente antiperonistas y postulaban la intervención militar en la vida política, mientras que los "Azules" abogaban por una postura "profesionalista", enfocada en mantener el orden y la disciplina militar. Los enfrentamientos dirimieron la lucha interna abierta en las fuerzas armadas en los años posteriores al golpe de Estado cívico-militar de 1955 que derrocó al segundo gobierno de Juan Domingo Perón, para definir el perfil y la ubicación que los militares debían tener en la organización política argentina.
Ambos grupos compartían la alineación de Argentina con Estados Unidos en la Guerra Fría y la necesidad de combatir al comunismo, pero discrepaban sobre la actitud a tomar con el peronismo y con el perfil profesional que debían tener las fuerzas armadas sobre la política de aquella época. Los azules proponían una integración limitada del peronismo a la vida política argentina y unas Fuerzas Armadas con alto grado de autonomía y unificadas mediante una estricta cadena de mandos. Los colorados equiparaban al peronismo con el comunismo, abogando por erradicar a ambos completamente, y se caracterizaban por una mayor politización de los militares y un funcionamiento interno deliberativo. Hacia 1962, cada bando luchaba para lograr el control sobre el conjunto de las Fuerzas Armadas y, de ese modo, estar en condiciones de ejercer la tutela sobre el gobierno y establecer el rumbo que debía seguir la política nacional. Políticamente, los radicales del pueblo (balbinistas) estaban más cerca de los colorados, mientras que los radicales intransigentes (frondizistas) estaban más cerca de los azules. Los combates contaron con la participación de comandos civiles, principalmente en el bando Colorado.
Las denominaciones de «Azules y Colorados» aparecieron en el curso de los combates de septiembre de 1962 y tienen su origen en la terminología empleada históricamente en el estudio de la ciencia militar, para designar a los dos bandos “hipotéticos” que se enfrentan en una guerra simulada.
La confrontación entre ambos grupos se expresó en varios episodios y dos enfrentamientos armados, el primero sucedido entre el 16 de septiembre y el 18 de septiembre de 1962, y el segundo entre el 2 y el 5 de abril de 1963. En los legajos militares consta la muerte de 24 combatientes en ambos bandos, mientras 87 resultaron heridos, todos ellos en el segundo enfrentamiento. Testigos presenciales dieron cuenta de la existencia de varios muertos y heridos adicionales en ambos enfrentamientos, la mayoría de ellos civiles, nunca oficializados. Los combates de abril establecieron la victoria del bando Azul, dominado por los jefes del Arma de Caballería y el liderazgo del general Juan Carlos Onganía, sobre el conjunto de las Fuerzas Armadas y los sectores civiles y eclesiásticos que apoyaban el llamado «Partido Militar». Tres años después, Onganía impondría la primera dictadura cívico-militar de carácter permanente de la historia argentina.

## Antecedentes

### La cuestión del peronismo
Luego del golpe de Estado cívico-militar que derrocó al gobierno constitucional de Juan D. Perón, las fuerzas políticas y militares se dividieron entre aquellas que buscaban "integrar" al peronismo en la vida política nacional y aquellas que rechazaban toda integración, exigiendo su prohibición.
Entre 1943 y 1945 surgió en la sociedad argentina una corriente política que adoptaría el nombre de peronismo, que se caracterizó por una amplia base popular y obrera, esta última organizada sindicalmente, que impulsó un proceso de industrialización, redistribución de la riqueza y ampliación de los derechos sociales y las clases medias, a partir de la intervención activa del Estado. El Partido Peronista, con la candidatura de Juan D. Perón, ganó con amplio apoyo dos elecciones presidenciales consecutivas en 1946 y 1951 y fue derrocado en 1955 por un golpe de Estado que impuso la dictadura cívico-militar autodenominada Revolución Libertadora, precedida por una masacre causada por el bombardeo de Plaza de Mayo.
Desde el momento mismo en que Perón fue derrocado, los golpistas y sus partidarios comenzaron a discutir cuál debía ser la postura a adoptar frente al peronismo, surgiendo en todos los ámbitos dos sectores diferenciados, un sector "duro" antiperonista, también conocidos como "gorilas" o "anti-integracionistas", que quería erradicar al peronismo, y por otro lado había un sector "integrador", también conocidos como "legalistas", que admitía la integración del peronismo en la vida política argentina, con variantes en el grado de integración, principalmente alrededor de la posibilidad de permitir o no permitir que Perón pudiera volver a presentar su candidatura. El diferente enfoque frente al peronismo provocó la división interna de los principales actores políticos. Esto sucedió tanto en la Unión Cívica Radical (Frondizi y Balbín) y el Partido Socialista (Palacios y Américo Ghioldi). En las Fuerzas Armadas, la división entre ambas tendencias ubicó a la Marina y al arma de Ingenieros del Ejército, predominantemente en el bando anti-integracionista, mientras que en el arma de Caballería del Ejército se concentraban los legalistas. Entre las provincias, Córdoba se destacaba por el "sentimiento antiperonista exacerbado" de amplios sectores civiles y militares.

### Guerra Fría y guerra contrarrevolucionaria

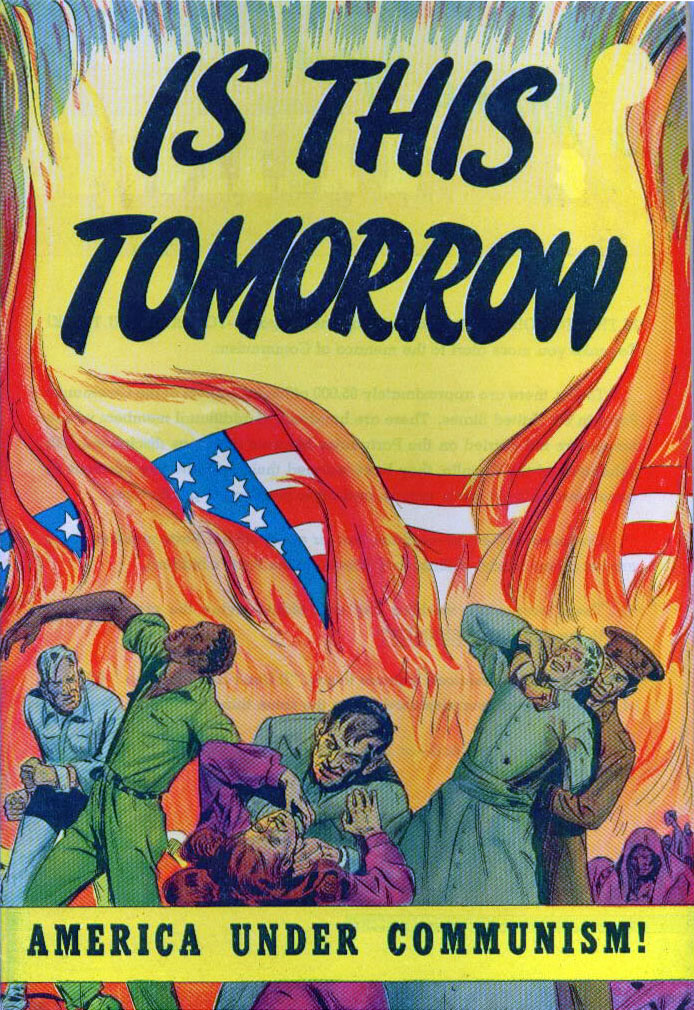
Durante la Guerra Fría, Estados Unidos intervino activamente en la política latinoamericana para alinear al continente contra el comunismo.

A partir del año 1956 militares argentinos y franceses provenientes de Estados Unidos y Francia comenzaron a dictar clases en la Escuela Superior de Guerra sobre guerra revolucionaria. El nuevo enfoques comenzó a modificar el paradigma de la Segunda Guerra Mundial que hasta ese momento había predominado en el Ejército Argentino para orientarse hacia la preocupación por una «guerra contrarrevolucionaria» y por la guerra atómica, que ya estaba conformando un mundo bipolar enfrentado en una Guerra Fría.
Francia había perdido sus colonias en Vietnam luego de la traumática derrota en la batalla de Dien Bien Phu —1954— y estaba desarrollando los nuevos conceptos de la guerra contrarrevolucionaria para aplicarlos en la guerra de Independencia de Argelia (1954-1962), que ponían el acento en el uso de la tortura para obtener información, con una fuerte invocación al fundamentalismo católico. La llamada Escuela Francesa comenzó a difundirse entre las Fuerzas Armadas argentinas, aún antes que en Estados Unidos, al punto que el primer curso de guerra contrarrevolucionario se hizo en Argentina en 1961 y fue inaugurado por el presidente Frondizi.
En ese contexto, en un mundo dividido en comunistas y anticomunistas, se plantea en el seno de las Fuerzas Armadas la existencia de un «enemigo interno», que en el caso de la Argentina era el peronismo, a través del cual podía ingresar el comunismo a la Argentina. Estas ideas, con el asesoramiento de los militares franceses, van a originar el Plan Conintes que aprobaría Frondizi en 1959.
Entre los profesores que se destacaban por entonces en la ESG se encontraba el general Osiris Villegas, autor del libro Guerra revolucionaria comunista (1963), el primero publicado sobre este tema, y el abogado Mariano Grondona.

### Politización y profesionalismo de las Fuerzas Armadas

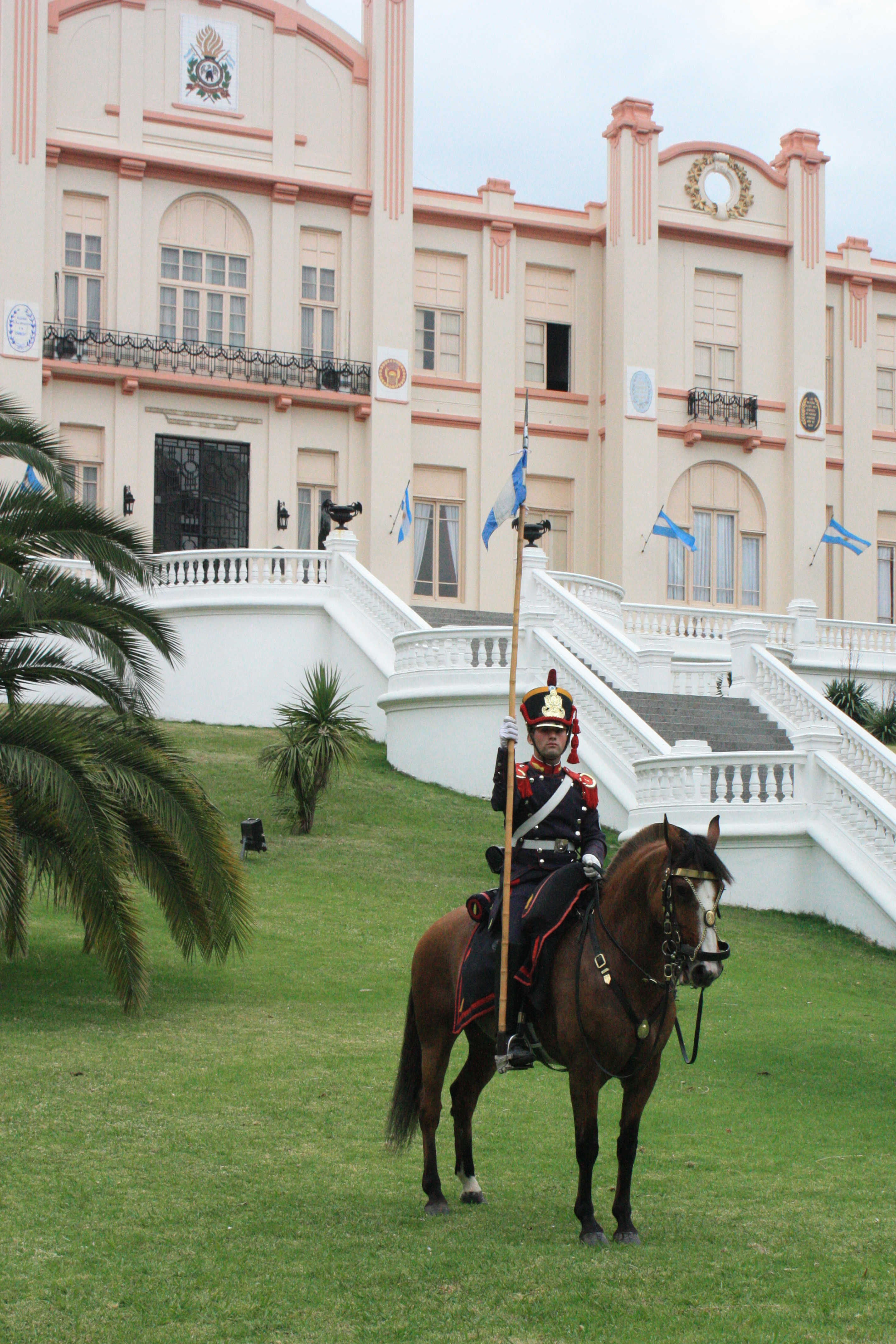
La Segunda Guerra Mundial y las nuevas confrontaciones de la Guerra Fría causaron la obsolescencia de armas enteras, como la Caballería, afectando los equilibrios internos en las Fuerzas Armadas.

La fuerte definición antiperonista que impusieron Aramburu y Rojas a la Revolución Libertadora, tuvo el efecto de introducir la política en los cuarteles. Los capitanes y los tenientes discutían las líneas políticas de la dictadura de igual a igual con sus superiores. El resultado fue la disolución de la jerarquía militar y la generación de conflictos permanentes, que fueron visibles durante todo el gobierno de Frondizi. En algún momento los generales llegaron a votar entre ellos para designar al secretario de Guerra.
Algunos sectores militares comienzan entonces a cuestionar la politización de las Fuerzas Armadas, como una situación que amenazaba su misma existencia, además de volverlas vulnerables a la infiltración. Poco a poco, durante el gobierno de Frondizi, los militares se fueron agrupando en un bando más politizado y abiertamente antiperonista, y otro bando más partidario de un perfil profesionalista, que también adoptó por entonces el mote de «legalistas», que proponía un menor compromiso con los vaivenes de las fuerzas políticas.
Simultáneamente, luego de la Segunda Guerra Mundial, las Fuerzas Armadas argentinas estaban en pleno proceso de cambio, principalmente en el Ejército, a raíz de la desaparición del uso de la caballería en la guerra y las transformaciones estructurales que imponía la mecanización y el uso de tanques y blindados. Esto afectaba la organización del Ejército en cinco armas principales y el equilibrio entre las mismas: Caballería, Infantería, Artillería, Ingenieros y Comunicaciones. La creación de una tercera fuerza armada en 1945, la Fuerza Aérea Argentina, fue parte de ese proceso de cambio y alteración de los equilibrios internos del sector militar.
Las transformaciones técnicas influyeron en los equilibrios políticos dentro de las Fuerzas Armadas. La Marina había mostrado un perfil antiperonista homogéneo y emergió como la Fuerza victoriosa del golpe de Estado que derrocó al gobierno liderado por Perón. En el Ejército, por el contrario, solo el arma de Caballería mostraba una fuerte tendencia antiperonista. Pero la Caballería se vio muy afectada, cuando lideró el intento de golpe de Estado de 1951, que fue derrotado y sancionado con la baja, prisión y exilio de la mayoría de sus oficiales.
El debilitamiento técnico y político del Arma de Caballería, permitió que la Armada Argentina adquiriera más poder dentro de las Fuerzas Armadas, en perjuicio del Ejército. La situación de crisis interna del Ejército se agravó más aún luego del derrocamiento de Perón en 1955, debido a que la mayoría de los altos oficiales fueron dados de baja, por presión de sus subordinados, a la vez que los oficiales golpistas de 1951, definidos elogiosamente como «antiperonistas antiguos», fueron reintegrados al Ejército. El 75 % de los generales de división y de los generales de brigada fueron dados de baja. En ese proceso de bajas fue el Arma de Infantería la más perjudicada, ya que sus mandos dados de baja casi no fueron reemplazados.
Finalmente, en esos años y en esas «condiciones de confusión doctrinaria y crisis de roles en las armas tradicionales, comenzó a desarrollarse el proceso de formación de las fuerzas blindadas», en el cual los militares del Arma de Caballería se fueron inclinando por el tanque, mientras que los infantes se fueron inclinando por el vehículo semioruga, de transporte de personas. Quién sería jefe de los azules, el general Onganía, pertenecía precisamente a la Caballería y hacía referencia al atraso en que se encontraba el Ejército en esos años, contando que en 1959 su comandante le dijo que «antes que la caballería abandone el caballo me pego un tiro…».
Con respecto al impacto de estos procesos en los enfrentamientos entre azules y colorados, dice el historiador Fabián Brown:

Tras la Revolución Libertadora, se inició un proceso de particularización de la evolución orgánica de la Fuerza, paralelo al proceso de fragmentación del Estado descripto por O’Donnell, a través del cual cada arma, ante la crisis de conducción de la Fuerza, se fue fijando objetivos y doctrinas propias. Estos objetivos orgánicos particulares, recompuesto el principio de autoridad luego de los enfrentamientos de Azules y Colorados, quedaron plasmados en la reforma de 1964 que estructuró el Ejército tal cual hoy se lo conoce y en el cual la “Caballería Blindada”, creada en 1961 como resultado de la absorción de las fuerzas blindadas por parte del arma de Caballería fue su característica más importante.
Fabián Brown

### Aramburu y Rojas
La autodenominada Revolución Libertadora que derrocó al gobierno constitucional presidido por Perón en 1955, terminó siendo coliderada por dos dictadores con el cargo de presidente y vicepresidente, el general Pedro Eugenio Aramburu y el almirante Isaac Rojas, en representación del Ejército y la Armada, respectivamente. Por primera vez la Armada Argentina llegaba a los más alto del poder. Ambas figuras, Aramburu y Rojas, mantendrían en los años siguientes una fuerte enemistad personal, que expresaba la lucha entre el Ejército y la Armada, por el poder, que caracterizaría la vida política argentina en las dos décadas siguientes. La Marina se mantendría férreamente unida detrás de la figura de Rojas, con una fuerte postura antiperonista y partidaria de la dictadura, mientras que en el Ejército, la figura de Aramburu, que pretendía ser elegido presidente de un gobierno constitucional civil con una integración limitada del peronismo, no lograba la misma unanimidad.

### El frondizismo

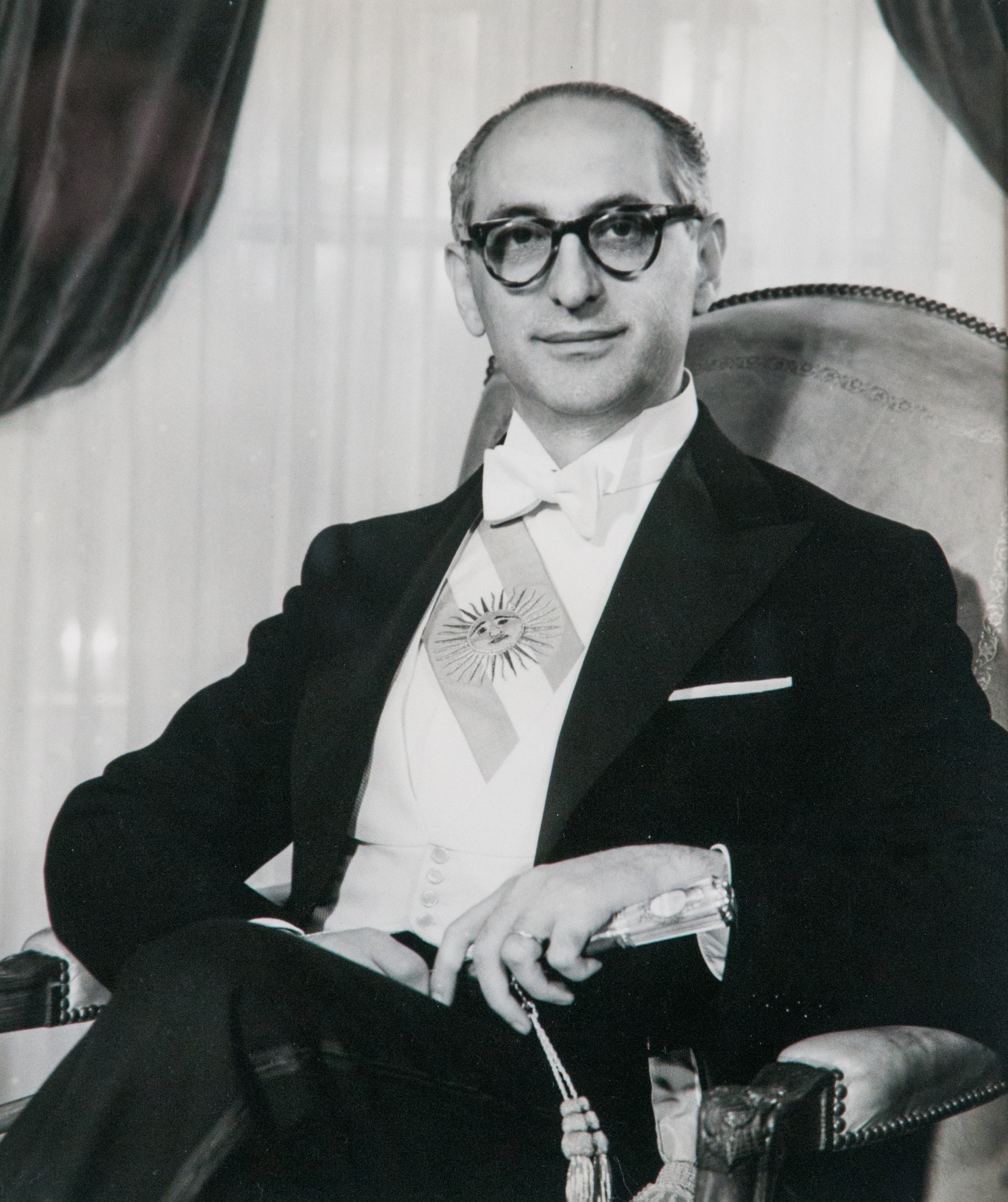
El radical intransigente Arturo Frondizi fue derrocado por el ala "dura" antiperonista de las Fuerzas Armadas, debido a la recuperación electoral del peronismo durante su gobierno.

Los sectores militares liderados por el general Pedro Eugenio Aramburu y el almirante Isaac Rojas, tomaron el poder durante la Revolución Libertadora para imponer un estricto plan de persecución y "desperonización" del país, pero el triunfo del radical intransigente Arturo Frondizi en alianza secreta con Perón en las elecciones de 1958, debilitaron las medidas tomadas por los sectores antiperonistas duros y abrieron las puertas al reingreso del peronismo a la vida política y sindical. 
Durante el frondizismo, los diferentes sectores internos de las Fuerzas Armadas buscaron mejorar su posición relativa mediante el apoyo de los suboficiales del Ejército Argentino.

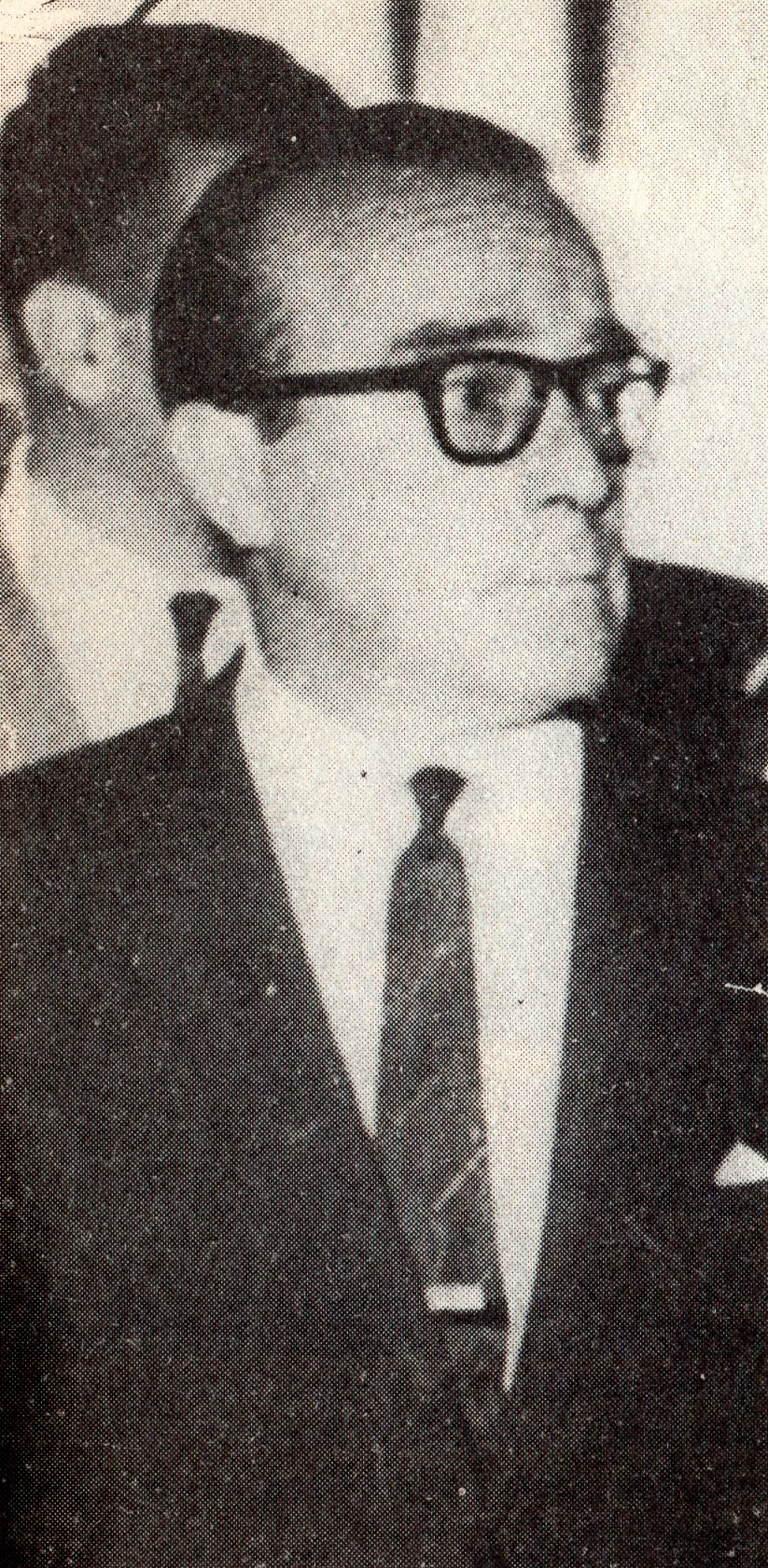
Una astuta maniobra le permitió a José María Guido asumir la presidencia bajo control militar, en medio de fuertes tensiones entre el sector que buscaba la dictadura militar permanente y el sector que buscaba una salida constitucional con participación de los tres grandes sectores políticos argentinos: el peronismo, el frondizismo y el radicalismo tradicional.

En marzo de 1962 el peronismo ganó las elecciones legislativas y para gobernador en varias provincias, incluyendo la crucial de la provincia de Buenos Aires. El resultado electoral no fue aceptado por los sectores antiperonistas duros, encabezados por la Marina, y Frondizi también fue derrocado por un golpe cívico-militar. Una sagaz maniobra de Frondizi logró que el radical intransigente José María Guido jurara como presidente, antes de que los golpistas liderados por el general Raúl Poggi, del bando colorado, instalaran una Junta Militar, pero Guido quedó completamente sujeto al llamado "Partido Militar" y Poggi continuó como comandante en jefe de las Fuerzas Armadas.

### Guido
Tras la caída de Frondizi y los hechos tragicómicos que evitaron que los golpistas asumieran la presidencia y debieran aceptar en ese lugar a José María Guido, las Fuerzas Armadas aparecieron claramente divididas en dos bandos que, a partir de septiembre de 1962, serían conocidos como Azules ("legalistas") y Colorados ("golpistas"). 
El sector duro de las Fuerzas Armadas, definido como "golpista" o "anti-integracionistas", concentrado en la Marina y el arma de Ingenieros del Ejército, se quedó en las principales posiciones de poder, con el general Marino Carrera como secretario de Guerra, y el general Raúl Poggi (Ingenieros) -jefe del golpe que derrocó a Frondizi-, como comandante en jefe del Ejército,, mientras que el general Armando P. Martijena (Ingenieros), ocupaba la Jefatura de Fabricaciones Militares. Desde dichos cargos, la cúpula militar supervisaba la gestión del presidente Guido y se reservaba la facultad de removerlo en caso de no cumplir con sus expectativas. El general Martijena, junto a los generales Juan C. Reyes y Carlos J. Túrolo, habían elaborado en marzo de 1962, un plan de drásticas reformas económicas, sociales y políticas.
Frente a ese sector se ubicó el bando "legalista", concentrado en el arma de Caballería, que pretendía eliminar la deliberación política dentro de las Fuerzas Armadas, restableciendo la cadena de mandos, para conformar un perfil militar profesional y unificado, supeditado al régimen constitucional vigente.

## La crisis de Semana Santa de 1962

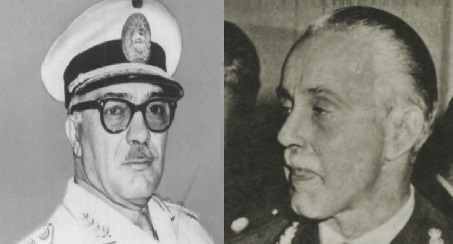
Generales Raúl Poggi (izquierda) y Enrique Rauch (derecha). Se enfrentaron en la Semana Santa de 1962.

El viernes 20 de abril de 1962, durante el feriado de Semana Santa, cuando Guido aún no había cumplido un mes en la Presidencia, y luego del golpe contra Frondizi, tuvo lugar el primer choque entre las dos facciones militares. El comandante del Arma de Caballería con sede en Campo de Mayo, general Enrique Rauch, un azul que luego asumiría posturas cercanas a los colorados y sería calificado como "violeta", solicitó públicamente la renuncia del secretario de Guerra, general Marino Carreras, con la intención mantenida en reserva de reemplazar al comandante en jefe del Ejército, general Raúl Poggi, líder del grupo militar que había derrocado a Frondizi. El general Poggi había comandado el golpe contra Frondizi, pero además reflejaba los cambios internos de poder en el Ejército, ya que pertenecía al Arma de Ingenieros, un sector que nunca hasta él, había alcanzado la comandancia de la fuerza.
Rauch expresaba la postura de un grupo de militares que buscaba reducir la presión militar sobre Guido, con el fin de que pudiera llegar a realizar elecciones presidenciales en un breve lapso, e instaló su puesto de comando en la Escuela Superior de Guerra, apoyado en su director, el coronel Alejandro Agustín Lanusse. Rauch realizó ese pedido luego de reunirse con Guido y en la creencia que Guido lo había apoyado.
Guido, sometido a fuertes presiones, luego de relevar al general Carrera, le ofreció la Secretaría de Guerra a Rauch que, instantes después de aceptar el cargo tomó conocimiento que Poggi había decidido atrincherarse en el Comando en Jefe del Ejército para resistir su remoción.
A las 5 de la mañana del sábado 21 de abril, Rauch dio la orden de movilizar tropas blindadas y de infantería, desde Campo de Mayo y Magdalena, para que tomaran posiciones en la ciudad de Buenos Aires a fin de enfrentar las tropas de Poggi. Durante todo el día se sucedieron las negociaciones entre los dos bandos, con intervención del presidente Guido, hasta que llegaron a un acuerdo por el cual ambos militares pasaban a retiro y el nuevo secretario de Guerra sería designado por Guido, de una terna elaborada por Rauch. El militar seleccionado fue el general Juan Bautista Loza, partidario del sector azul que contaba con cierto respeto entre los colorados, quien evitó designar un comandante en jefe del Ejército y mantuvo esas funciones en sus manos.
Con la caída de Poggi, debió dejar el poder también el ministro de Economía Federico Pinedo, una figura ligada a los sectores duros que resultaba muy irritante, para ser reemplazado por Álvaro Alsogaray, que tenía el apoyo de los legalistas.

## La sublevación de Toranzo Montero de agosto de 1962

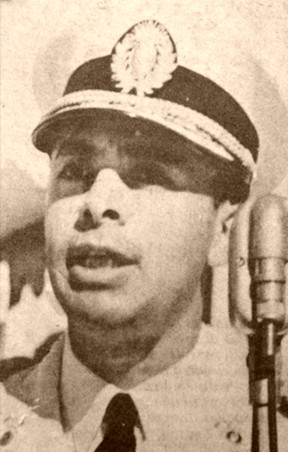
El general Federico Toranzo Montero (Colorado) se sublevó en agosto de 1962.

El 8 de agosto de 1962, el general Federico Toranzo Montero, comandante del IV Cuerpo de Ejército con asiento en Salta y partidario del bando «duro», opuesto a toda integración del peronismo («anti-integracionistas»), exigió la renuncia del secretario de Guerra, el general Loza. Loza renunció y el presidente Guido encomendó al ministro de Defensa José Luis Cantilo la designación del nuevo secretario de Guerra. Cantilo, en un hecho sin precedentes, se entrevistó por separado con cada uno de los generales y les pidió que votaran para elegir al nuevo secretario. El elegido resultó el general (R) Eduardo Señorans, quien se reunió con Guido para explicarle cuáles eran sus planes para resolver la crisis. Instantes después, Toranzo Montero se negó a reconocer a Señorans como secretario y, en otro hecho sin precedentes, emitió un documento en el que se nombraba a sí mismo como «comandante en jefe del Ejército en operaciones» instalando su comando en la 1.ª División Motorizada de Palermo, en plena ciudad de Buenos Aires, y ordenó a sus partidarios impedir que Señorans se instalara en la Secretaría de Guerra y desplegar tropas en La Matanza, razón por la cual Señorans debió establecer sus oficinas en la Escuela Superior de Guerra.
El 10 de agosto por la tarde, Señorans asumió el cargo, consideró que Toranzo Montero había incurrido en un acto de rebeldía, que debía ser reprimido en caso de no aceptar el ultimátum, y desplegó tropas en Buenos Aires para proceder en ese sentido. Pero los militares y políticos anti-integracionistas, dentro y fuera del Gobierno, operaron esa tarde para evitar el enfrentamiento armado y lograron que el presidente Guido recibiera esa misma noche a Toranzo Montero en la Quinta presidencial de Olivos. Señorans consideró inaceptable negociar con un militar que se encontraba «en abierta rebeldía» y renunció de inmediato, apenas diez horas después de haber asumido el cargo.
A la mañana siguiente, los mandos de los dos bandos militares fueron convocados por el presidente Guido a Olivos y ubicados en habitaciones separadas, con el fin de negociar con ellos un nuevo secretario de Guerra. Toranzo Montero exigió que fuera nombrado el general Arturo Ossorio Arana, un hombre de la línea dura que había sido parte del grupo golpista que derrocó a Frondizi. Guido mismo rechazó esa posibilidad y finalmente ambos bandos se pusieron de acuerdo en nombrar al general (R) José Octavio Cornejo Saravia, un militar retirado que estaba en contra de convocar a elecciones y era partidario de establecer una dictadura de tipo permanente, durante un plazo no menor a diez años.
El nombramiento de Cornejo Saravia superó la crisis, pero el nuevo secretario de Guerra impulsó en el gabinete la necesidad de que el Gobierno evolucionara hacia una dictadura abierta, disolviendo el Congreso, suspendiendo la acción sindical y ocupando la Confederación General del Trabajo. La postura de Cornejo Saravia no prosperó en su totalidad, pero logró que Guido estableciera que la CGT carecía de legalidad, decretara el «congelamiento del Congreso» y se orientara a realizar únicamente elecciones presidenciales con participación del peronismo, mediante sufragio indirecto con sistema de representación proporcional, para que ningún partido político alcanzara el cuórum necesario para elegir al presidente en el Colegio Electoral, con el fin de que la mayoría adicta que Guido mantenida en el Congreso eligiera presidente al general Pedro Eugenio Aramburu.
La salida electoral diseñada por Guido contó con el apoyo de Frondizi, aún preso, y algunos sectores del peronismo, y logró avanzar durante unos días. Pero el 4 de septiembre de 1962, la cúpula militar encabezada por los tres secretarios militares —de Guerra, de Marina y de Aeronáutica—, representados por el nuevo secretario de Guerra Cornejo Saravia, le presentaron a Guido una «Cartilla» con 32 medidas, una de las cuales era disolver el Congreso, dando por tierra con el plan de Guido. La «Cartilla» militar evidenció el fortalecimiento de la línea dura antiperonista en el gabinete. 
Cediendo a las presiones de la cúpula militar, Guido dictó el 6 de septiembre un decreto declarando al Congreso «en receso» y llamando a elecciones legislativas para el 27 de octubre de 1963. Fortalecidos con la disolución del Congreso, el sector duro «anti-integracionista» se dispuso a avanzar sobre el control del petróleo mediante un sistema de concesiones privadas y sobre los sindicatos, con una ley sindical que redujera considerablemente su poder.
Este plan de «los duros» fue interrumpido ese mismo mes de septiembre, por un nuevo episodio de confrontación entre bandos militares, donde el sector «legalista» se autodenominaría como el «bando azul», término militar reservado en los ejercicios de guerra para denominar al bando propio, y denominaría al sector duro «anti-integracionista», que había tomado el gabinete, como el «bando colorado», término reservado en los juegos de guerra para el bando enemigo.

## Los enfrentamientos de septiembre de 1962

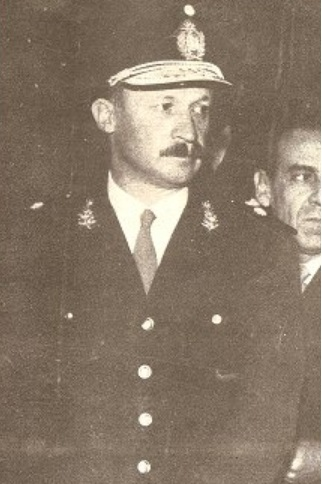
Desconocido hasta entonces, la victoria de los azules en los enfrentamientos de septiembre de 1962, instaló nacionalmente la figura del general Juan Carlos Onganía. Tapa de la revista Primera Plana en mayo de 1963.

### Motín «azul»
Cuando el sector militar «duro», abiertamente antiperonista, había tomado los puestos clave del Gobierno de Guido (Ministerio de Defensa, Secretaría de Guerra, subsecretarías de cada arma, jefatura del Ejército) y se encontraban en pleno avance hacia la instalación de una dictadura militar permanente, contraatacaron los «profesionalistas», también autodenominados «legalistas». El 13 de septiembre de 1962, los oficiales de Campo de Mayo lanzaron un documento titulado Objetivos y resolución del Ejército: Memorándum Campo de Mayo, que cuestionaba severamente a la cúpula militar, por apartar al Ejército de su función profesional, rodear al presidente Guido para anular su capacidad de acción y «propiciar la dictadura». Al Ejército de los «militares políticos», los oficiales de Campo de Mayo oponían otro modelo de Ejército, de «militares profesionales»:

El verdadero Ejército. El Ejército que quiere ser mandado por militares profesionales y no por grupos de militares políticos. El Ejército que quiere ser Ejército y no un conjunto de bandas armadas. El Ejército en el cual se respeten y se apliquen las leyes y los reglamentos militares sin discriminaciones. El Ejército de la justicia, base de la disciplina. El Ejército para custodiar la Constitución y las leyes. El Ejército para servir a la Nación y no para juzgarla y someterla.
Memorándum Campo de Mayo

Planteadas explícitamente las profundas diferencias que separaban a ambos bandos, solo faltaba una chispa que desencadenara la lucha frontal. Esa chispa fue la decisión del secretario de Guerra, Cornejo Saravia, de relevar al comandante del Arma de Caballería con asiento en Campo de Mayo, general Pascual Pistarini, y su segundo, general Julio Rodolfo Alsogaray.
El 18 de septiembre de 1962, el jefe de Campo de Mayo, general Juan Carlos Onganía, desconoció la orden de Cornejo Saravia, contando con el apoyo del general Osiris Villegas, al mando de las tropas ubicadas en la Mesopotamia, y de los coroneles Alcides López Aufranc y Tomás Sánchez de Bustamante, que tenían el mando directo del estratégico Regimiento de Caballería de Tanques 8 ubicado en Magdalena, a 108 kilómetros del Comando en Jefe del Ejército, frente a la Casa Rosada. Los amotinados reclamaron el desplazamiento de los generales Juan Carlos Lorio y Bernardino Labayru, respectivamente, comandante en jefe del Ejército y jefe de Estado Mayor.
Desde un primer momento, los «profesionalistas», que se habían amotinado bajo del mando de Onganía, pusieron en marcha una guerra psicológica, dirigida por el coronel José María Díaz, al mando de un equipo de militares y también de civiles, entre los que se destacó José Enrique Miguens, un abogado y sociólogo, con simpatías hacia el peronismo, muy conectado con los sectores tradicionales de la Iglesia Católica. La Sección de Acción Psicológica del bando azul redactó 150 comunicados, al que sumó uno adicional redactado por el abogado católico Mariano Grondona. En ellos y, en medio de la confusión que generaba la fractura intena de las Fuerzas Armadas, los azules se presentaban como el sector que defendía la Constitución y la democracia, y que para ello quería conformar unas Fuerzas Armadas profesionales, con una estricta cadena de mandos, que pudieran garantizar la independencia del presidente Guido para organizar rápidamente elecciones presidenciales libres de la que surgiera un gobierno constitucional legítimo y estable. En esa guerra psicológica, se llamaron a sí mismos «azules», denominación reservada en los ejercicios de guerra para las tropas propias, y denominaron al sector militar «duro», abiertamente antiperonista que controlaba la cúpula militar, como «colorados», es decir, el enemigo en los juegos ejercicios bélicos. Los azules buscaban restablecer la unidad de las Fuerzas Armadas, afectada por el estado deliberativo que generaba la intervención constante de los militares en la vida política, y describía al bando Colorado como «golpistas» y partidarios de una dictadura militar prolongada.

### 19 de septiembre
El 19 de septiembre, los azules tomaron Radio Belgrano, desde donde difundían sus comunicados, aclarando que se movilizaban en defensa de la autoridad presidencial. Las tropas coloradas, que obedecían a los militares en el gobierno, bombardearon puentes para evitar que los tanques de Magdalena pudieran ir hacia la Capital Federal. Ese primer día no hubo combates.
Algunos de los primeros comunicados del bando azul tenían textos como los siguientes:

Camaradas: Estamos dispuestos a luchar para que el pueblo pueda votar. ¿Está usted dispuesto a luchar para que no vote?

El comunismo surgió de Rusia después de la dictadura de los zares; en Cuba después de la dictadura de Batista. El comunismo surge siempre después de las dictaduras. Nunca antes.

El Comunicado N.º 2 fue firmado por el general Onganía, explicando detalladamente la postura de los amotinados, en defensa del presidente Guido y prontas elecciones, alegando que los colorados que rodeaban a Guido buscaban debilitarlo para instalar una dictadura militar:

COMUNICADO N.º 2.

En mi calidad de oficial superior más antiguo de las fuerzas que se encuentran acantonadas en Campo de Mayo asumo la responsabilidad de suscribir este comunicado, con el cual me dirijo a los camaradas del interior del país, a las otras Fuerzas Armadas y a la opinión pública en general, para hacerles saber sintéticamente el objetivo perseguido con la actitud que hemos asumido. Para una mayor claridad resulta conveniente transcribir, en lo fundamental, la resolución adoptada para asegurar los objetivos actualmente amenazados.

Objetivo nacional: mantener y afianzar al actual Poder Ejecutivo y asegurarle la suficiente y necesaria libertad de acción, en la medida que su cometido sea conducente al cumplimiento de los compromisos contraídos con el pueblo de la Nación, con el fin de concretar en el más breve plazo la vigencia de la Constitución.

Objetivo militar: luchar para reimplantar la justicia y la disciplina, el respeto a las leyes y reglamentos militares, y su aplicación sin discriminaciones de ninguna clase...
General Juan Carlos Onganía.

Por la tarde, Guido se reunió con Onganía y le ordenó que abandonara su actitud y obedeciera la decisión del secretario de Guerra. Onganía le respondió poco después telefónicamente, que no podía hacer eso pues dejaba indefensas a sus tropas, y que el objetivo de los azules era fortalecer el poder presidencial de Guido. La desobediencia de Onganía ante la orden directa del presidente permitió a la cúpula colorada iniciar las acciones de represión de los amotinados y a las 22:30 se implantó el Plan Conintes (Conmoción Interna del Estado).
Al anochecer del día 19, la situación parecía favorecer a las tropas coloradas que controlaban los cargos de gobierno con los generales Lorio y Labayru, pero, ya al amanecer del día siguiente, ese predominio colorado comenzó a debilitarse, cuando el comandante en jefe de la Fuerza Aérea anunció que no reprimiría a los azules, en contra del apoyo a los colorados que había manifestado el secretario de Aeronáutica, brigadier Jorge Rojas Silveyra, a la vez aumentaban las deserciones en el Ejército a favor del bando azul.

### 20 de septiembre

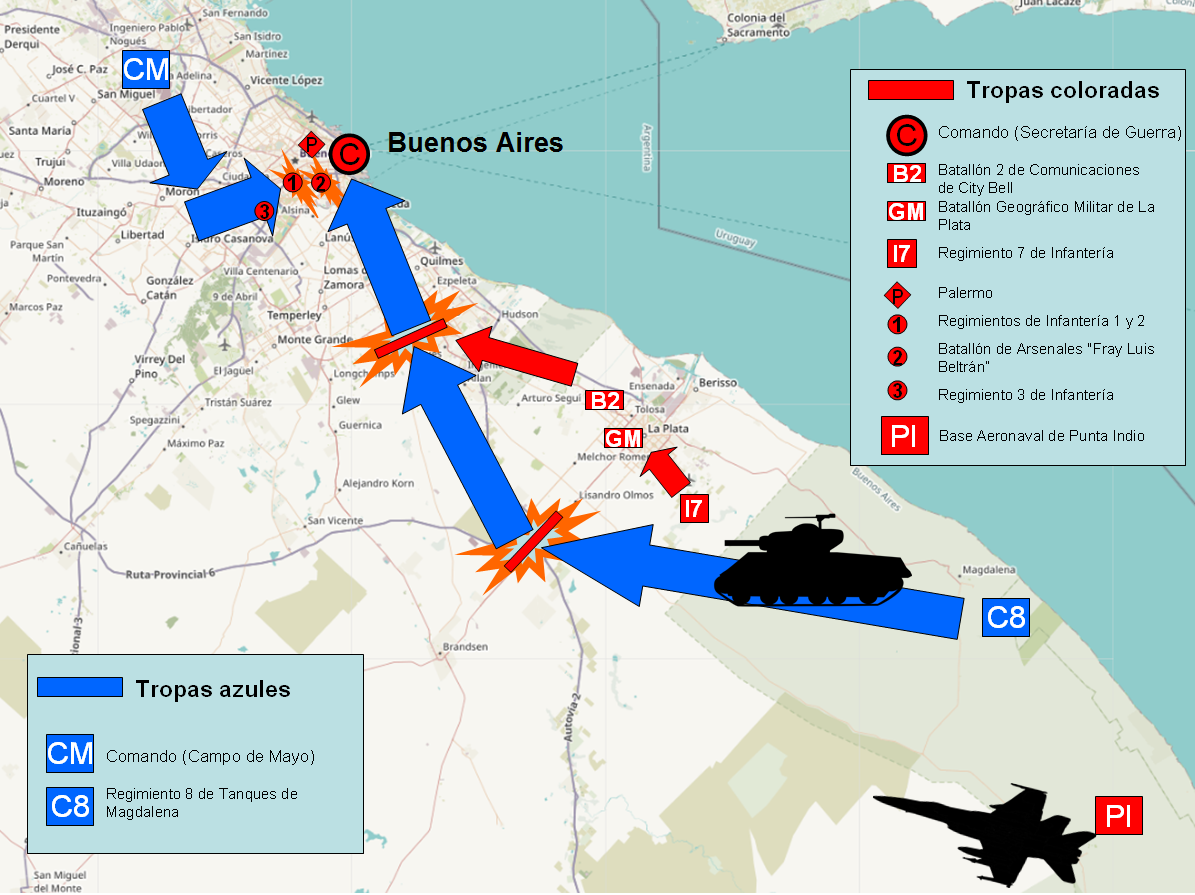
Mapa de los movimientos de las tropas azules y coloradas en los enfrentamientos de septiembre de 1962.

El 20 de septiembre, las unidades azules ubicadas en Campo de Mayo y Madgalena, bajo el comando de Onganía, iniciaron coordinadamente su movilización hacia la Capital Federal. El movimiento más ofensivo era el del Regimiento de Caballería de Tanques 8 de Madgalena, al mando de los coroneles Alcides López Aufranc y Tomás Sánchez de Bustamante, que avanzaron eludiendo los puentes dinamitados, siguiendo la dirección del Camino Costa Sud (luego ruta 36).
Por el lado de las tropas coloradas, a la madrugada, los Regimientos de Infantería RI-1 y RI-2, con base en Palermo, se movilizaron hacia el centro de la ciudad, mientras que el Regimiento de Infantería 3 ocupó la estación de ferrocarriles de Villa Lugano y tropas aerotransportadas fueron convocadas desde Córdoba hacia Buenos Aires. A media mañana, salieron el Batallón Geográfico Militar de La Plata, el Regimiento 7 de Infantería y el Batallón 2 de Comunicaciones de City Bell. Los tres cuerpos avanzaron por el Camino Centenario hacia la Ruta 2. La Armada, por su parte, tradicionalmente antiperonista, adhirió al bando colorado y dio la orden para que el crucero ARA Nueve de Julio y otras naves que habían participado en el reciente Operativo UNITAS VII, que pusieran proa hacia Buenos Aires.
Para frenar a las tropas azules, las fuerzas coloradas instalaron en el Cruce de Etcheverry, sobre la Ruta 2, tres barricadas: una fabricada con un tren, otra con 28 camiones requisados y la tercera con camiones pertrechados de baterías de la Artillería Antiaérea de Mar del Plata, con base en Camet, a las órdenes del mayor Merbilháa. A las 16:10, se produjo el primer enfrentamiento armado en el Cruce de Etcheverry. Los azules, comandados en el terreno por López Aufranc, se movieron con precisión y obligaron el repliegue de las tropas coloradas, sin que se produjeran bajas ni heridos en ningunos de los bandos.
Los tanques azules desbordaron a las tropas coloradas y continuaron hacia la Capital, mientras que los tanques azules, al mando del coronel Tomás Sánchez de Bustamente, llegaban a Avellaneda y tomaban los puentes sobre el Riachuelo que permitían el paso hacia la Capital Federal. Ante la inminencia de la entrada de los tanques y el resto de las tropas azules a la Capital, los mandos colorados ordenaron instalar barricadas y apostar tropas en la Avenida Paseo Colón, el cruce de las avenidas Entre Ríos y Garay (Batallón de Arsenales Fray Luis Beltrán) y el Parque Chacabuco (Regimientos de Infantería 1 y 2), para defender el Edificio Libertador y la Casa Rosada.
Ante el avance azul, la Armada difundió un fuerte comunicado, intimando a las tropas de Onganía a cesar las hostilidades y avenirse a un nuevo acuerdo entre los diferentes sectores militares para reorganizar el gobierno: 

Parecería que lo que viene sucediendo en la República forma parte de un plan premeditado para provocar el caos general y entregar el país a cualquier tipo de comunismo y extremismo, a cuya consecución se llegaría mediante la disociación de las instituciones. Por todo eso hace un llamado general a las otras Fuerzas Armadas, para que suspenda de inmediato las hostilidades y en consecuencia in vita a los distintos Comandos para que, con representantes de todos los sectores involucrados, se realice a la brevedad una reunión en la cual se consideren las bases de la reorganización del gobiemo nacional y acuerdos necesarios para llegar a una conciliación que permita remediar la total ausencia de autoridad gubernativa y ponga coto a la cruenta lucha fratricida entre argentinos...

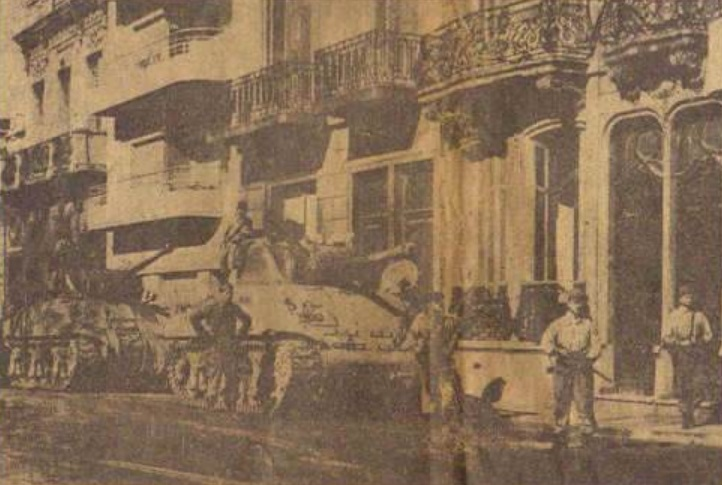
21 de septiembre: los tanques de Magdalena se estacionan en el Parque Lezama, a 20 cuadras de la Casa Rosada y la Secretaría de Guerra, donde estaba el comando colorado.

En respuesta al ultimátum de la Marina, el general Onganía ordenó que la Compañía 10 de Campo de Mayo marchara sobre la Capital. La Marina, por su parte, alistó al Batallón I de Infantería de Marina y a la Escuela de Mecánica, y dispuso defender la sede de la fuerza.
Al atardecer, dos Gloster Meteor de la Fuerza Aérea, luchando por el bando Azul, atacaron a la Escuela de Tropas Aerotransportadas de Córdoba, fuertemente alineada con el bando Colorado, mientras se dirigía hacia la Capital Federal por la Avenida Rivadavia, a la altura de San Antonio de Padua (Gran Buenos Aires), fallando el blanco y ametrallando un tren de pasajeros en el que murieron cuatro pasajeros y otros cinco resultaron heridos.
Durante todo ese 20 de septiembre, continuaron las gestiones de mediación y, por la noche, el presidente Guido, en un gesto de alto dramatismo, llegó a firmar su renuncia y entregárselas a los jefes de ambos bandos para que resolvieran qué hacer, para retirarla poco después a pedido de los militares. A medianoche y a pedido de Guido, ambos bandos acordaron una tregua de dos horas.

### 21 de septiembre
En la madrugada del 21 de septiembre, parecía que los azules habían ganado, porque la Presidencia anunció a través de un comunicado que habían renunciado los jefes colorados que controlaban los cargos estratégicos: el secretario de Guerra Cornejo Saravia, el comandante en jefe del Ejército Lorio y el jefe de la Escuela de Guerra Laybaru. Pero los colorados sintieron que Guido había manipulado el comunicado. Los generales Lorio y Laybaru se negaron a aceptar su remoción y continuaron dirigiendo las operaciones de las tropas coloradas.

Este hecho invirtió los términos del enfrentamiento y produjo una gran confusión en el sector “Colorado” que de leal pasó a rebelde, dando un vuelco total a la situación planteada.
Fabián Brown

Los tanques cruzaron el Puente Avellaneda y entraron a la Capital Federal, hasta Paseo Colón, para tomar posiciones en el Parque Lezama, desde avenida Almirante Brown sobre las calles Defensa, avenida Brasil y avenida Martín García, acatando la tregua y deteniéndose a pocos metros de las tropas coloradas que defendían el Edificio Libertador y la Casa Rosada. López Aufranc por su parte se dirige con el resto de los oficiales azules al Edificio Centinela de Gendarmería, colorado, y logran que se rindan «bajo palabra de honor de no intervenir en la custodia del edificio».

### 22 de septiembre

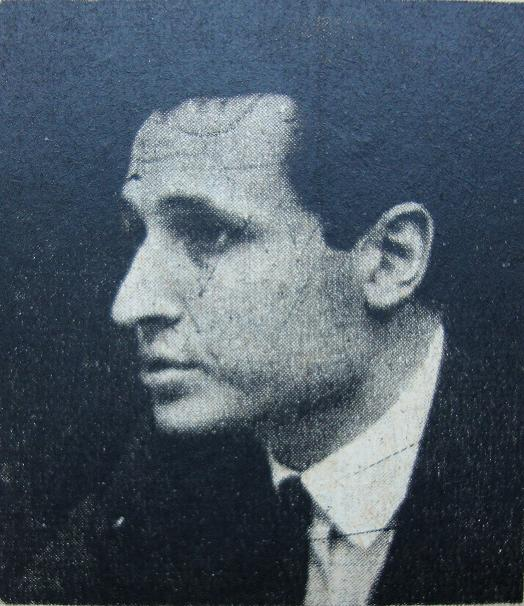
El abogado y periodista Mariano Grondona fue uno de los civiles que integró el bando Azul y redactó el famoso Comunicado 150.

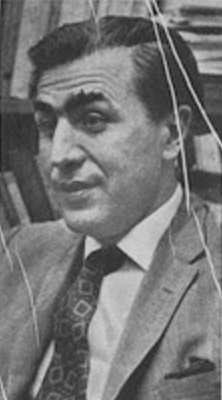
El sociólogo José E. Miguens integró el grupo de civiles que diseñó la guerra psicológica del bando azul.

El día 22, la Fuerza Aérea dio a conocer un comunicado en el que anunciaba que adhería al Comando Azul «...Hasta las últimas consecuencias...». Los colorados dependían ahora de que la Armada diera un paso similar en su apoyo, pero la esta no lo hizo y la suerte quedó echada para el bando colorado.
Con la relación de fuerzas inclinada a su favor, las tropas azules atacaron mediante breves escaramuzas sin víctimas las posiciones coloradas en Plaza Constitución, en la Escuela de Mecánica del Ejército «Fray Luis Beltrán» (ubicada donde hoy se encuentra el Hospital Garrahan), hasta rendir en el Parque Chacabuco a la última unidad desplegada, en la Escuela de Suboficiales al mando de Rómulo Menéndez, quien entregó el puesto luego que aviones de la Fuerza Aérea dispararan cohetes de advertencia.
Al anochecer y con la situación completamente controlada, Onganía se dirigió a la Secretaría de Guerra, donde estaba instalado el comando colorado, que fue rendido por el general Martijena.
 A las 20:30, un comunicado del presidente Guido informaba que la confrontación había terminado y que Onganía era el nuevo comandante en jefe del Ejército.

### 23 de septiembre: Comunicado 150
Al mediodía del 23 de septiembre de 1962, se difundió el célebre Comunicado 150, redactado por Mariano Grondona, una proclama del «sector azul», acerca de la actitud a tomar con respecto al retorno a la constitucionalidad, que tomado en su momento como una especie de «Credo» azul.

COMUNICADO 150.

El gran drama vivido en los últimos días ha sido la culminación de los esfuerzos y ansiedades de aquellos hombres que creyeron que, antes que nada, el país debía reencauzarse por el camino de la Constitución.

Nuestro objetivo en lo nacional es mantener el actual Poder Ejecutivo y asegurarle la suficiente y necesaria libertad de acción, en la medida que su cometido sea conducente al cumplimiento de los compromisos contraídos con el pueblo de la Nación, a fin de concretar en el más breve plazo la vigencia de la Constitución.
En lo militar, se persigue al restablecimiento de la justicia, base de la disciplina, el respeto a las leyes y reglamentos, sin discriminaciones en su aplicación. Creemos antes que nada, que el país debe retornar cuanto antes al pleno imperio de la Constitución que nos legaron nuestros mayores. En ella y solo en ella encontraremos todos los argentinos las bases de la paz interior, de la unión y la prosperidad nacionales, que han sido gravemente comprometidos por quienes demostraron no tener otra razón que la fuerza, ni otro norte que el asalto del poder. Sostenemos que el principio rector de la vida constitucional es la soberanía del pueblo. Solo la voluntad popular puede dar autoridad legítima al gobierno y majestad a la investidura presidencial.
Propiciamos, por lo tanto, la realización de elecciones mediante un régimen proporcional que asegure a todos los sectores la participación en la vida nacional; que impida que alguno de ellos obtenga por medio de métodos electorales que no responden a la realidad del país, el monopolio artificial de la vida política; que exija a todos los partidos organización y principios democráticos y que asegure la imposibilidad del retorno a épocas ya superadas; que no pongan al margen de la solución política a sectores auténticamente argentinos que, equivocada y tendenciosamente dirigidos en alguna oportunidad, pueden ser hoy honestamente incorporados a la vida constitucional.
Sobre esta base de concordia se ha de lograr entre todos los argentinos, que solo desean trabajar en paz por la grandeza de la Nación y por su propio bienestar. Creemos que las Fuerzas Armadas no deben gobernar. Deben, por lo contrario, estar sometidas al poder civil. Ello no quiere decir que no deben gravitar en la vida institucional. Su papel es, a la vez, silencioso y fundamental: ellas garantizan el pacto institucional que nos legaron nuestros antecesores y tienen el sagrado deber de prevenir y contener cualquier empresa totalitaria que surja en el país, sea desde el gobierno o de la oposición.
Quiera el pueblo argentino vivir libre y pacíficamente la democracia, que el Ejército se constituirá, a partir de hoy, en sostén de sus derechos y en custodio de sus libertades. Estamos absolutamente convencidos de que no habrá solución económica ni social de los graves problemas que nos aquejan sin estabilidad política ni paz interior. Las Fuerzas Armadas deben tomar su parte de responsabilidad en el caos que vive la República y enderezar el rumbo de los acontecimientos hacia el inmediato restablecimiento de estos valores.
Una vez cumplida esta urgente tarea, podrán y deberán retornar a sus funciones específicas con la certeza de haber cumplido un deber y de haber pagado una deuda. Confiamos en el poder civil. Creemos en nuestro pueblo. A sus representantes les dejamos la solución de los problemas argentinos. Como hombres de armas, cumplimos la sagrada misión de hacer posible la democracia, mediante la ofrenda de nuestras vidas. 

Que el pueblo argentino, sin distinción de clases ni de partidismos y dueño de las grandes intuiciones, sepa seguirnos en esta lucha, que es la suya. Levantemos, pues, las banderas que darán a esta tierra paz, progreso y vocación de grandeza: el imperio de la Constitución, la efectiva vigencia de la democracia y la definitiva reconciliación entre argentinos.

Con respecto a ese comunicado, Grondona explicó:

Hubo un momento en que los azules vieron que, a menos que hicieran un pronunciamiento militar, los colorados se iban a consolidar; y mis amigos en la Escuela Superior de Guerra― donde yo era profesor y también los coroneles azules (Julio Aguirre, Lanusse, Levingston, Laprida, Nevares, no quiero olvidar a nadie, Sánchez de Bustamante, López Aufranc)― me pidieron que hiciera una proclama. Yo escribí la proclama.
Mariano Grondona.

## Entre septiembre de 1962 y abril de 1963
Luego de la victoria en los enfrentamientos de septiembre, el bando azul, concentrado en el Arma de Caballería, y en alianza con Guido, buscó reflejar esa victoria en los cargos estratégicos del Gobierno y del Ejército, desplazando de los mismos a quienes pertenecían o simpatizaban con el bando colorado y la Armada.
Guido, no sin dificultades, reorganizó su gabinete. El puesto clave fue el de secretario de Guerra, para el que designó al general Benjamín Rattenbach, un militar de mucho prestigio que resultaría la figura más influyente del gabinete, pero que tendría que lidiar con la falta de subordinación de Onganía (comandante en jefe del Ejército), que pretendía un Ejército completamente autónomo del poder político, y que emergía de los enfrentamientos de septiembre como la principal figura política del país, suponiéndolo capaz de hacer olvidar a la población sus simpatías por Perón y Frondizi, un fenómeno histórico que ha sido denominado como "el mito de Onganía".
Complementariamente, Guido volvió a nombrar como ministro del Interior a Rodolfo Martínez, exministro también de Frondizi, arquitecto de una salida electoral a través de un "frente nacional" que incluyera a las tres grandes fuerzas políticas que existían en el país en ese momento (peronistas, radicales frondizistas y radicales balbinistas), proponiendo como candidato común a un militar, para lo cual Onganía comenzaba a desplazar a Aramburu. Como subsecretario de Martínez, asumió Mariano Grondona. Guido nombró nuevo ministro de Defensa (José Manuel Astigueta) y también nuevos secretarios de Marina (almirante Carlos Kolungia) y de Aeronáutica (brigadier Juan C. Pereira).
La victoria azul fortaleció a Guido considerablemente, así como su objetivo excluyente de realizar elecciones presidenciales en el plazo más breve posible, con alguna participación del peronismo, para retornar al orden constitucional. Pero, paralelamente, Onganía llevó adelante una agenda propia que ponía en primer lugar como objetivo continuar el enfrentamiento entre azules y colorados, extendiéndolo ahora a la lucha contra la Armada, mayoritariamente colorada, con el fin de recuperar la hegemonía del Ejército, perdida a partir de la Revolución Libertadora de 1955.
Rattenbach y Onganía llevaron adelante una inmensa purga en el Ejército. Federico Toranzo Montero fue detenido junto a doce generales colorados, entre los que se encontraban Lorio, Labayrú, Martijena, Túrolo, Cornejo Saravia, Bonnecarrere y Elisondo. 85 oficiales superiores (coroneles y/o mayores) fueron arrestados en Campo de Mayo y otros 52 en diferentes guarniciones. Los oficiales subalternos no fueron sancionados. 165 oficiales fueron dados de baja, y cientos fueron traslados bruscamente a fin de evitar que los menos comprometidos con el bando azul se encontraran cerca de la Capital Federal.
Guido avanzó hacia la salida electoral, aunque con dificultades, porque el plan para lograr un Gran Acuerdo Nacional Argentino (GANA), que promovían el ministro Martínez y el subsecretario Grondona, encontró innumerables dificultades ante la posibilidad de un nuevo triunfo peronista. Hacia fines de noviembre de 1962, con la liberación de líderes colorados Toranzo Montero y Martijena, se inició una nueva conspiración golpista, esta vez incorporando al líder del primer y fallido golpe de Estado contra Perón de 1951, el general Benjamín Menéndez, y al líder del sector más duro de la Revolución Libertadora de 1955, almirante Isaac Rojas. Al grupo conspirador se sumaron los almirantes retirados Arturo Rial y Carlos Sánchez Sañudo, así como el capitán de navío Antonio Rivolta, líder de la orden masónica del Rito Escocés, con influyentes contactos con la comunidad empresaria angloargentina, y luego el comodoro Osvaldo Lentino, encargado de sublevar a la Fuerza Aérea.

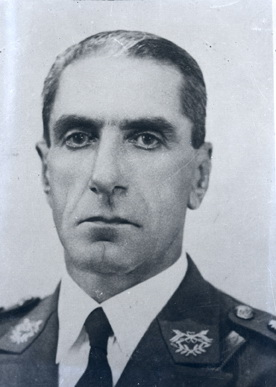
El general (R) Benjamín Menéndez, de 79 años, fue el jefe del golpe de Estado fallido de abril de 1963. Menéndez había liderado también el fallido primer golpe contra Perón, doce años antes.

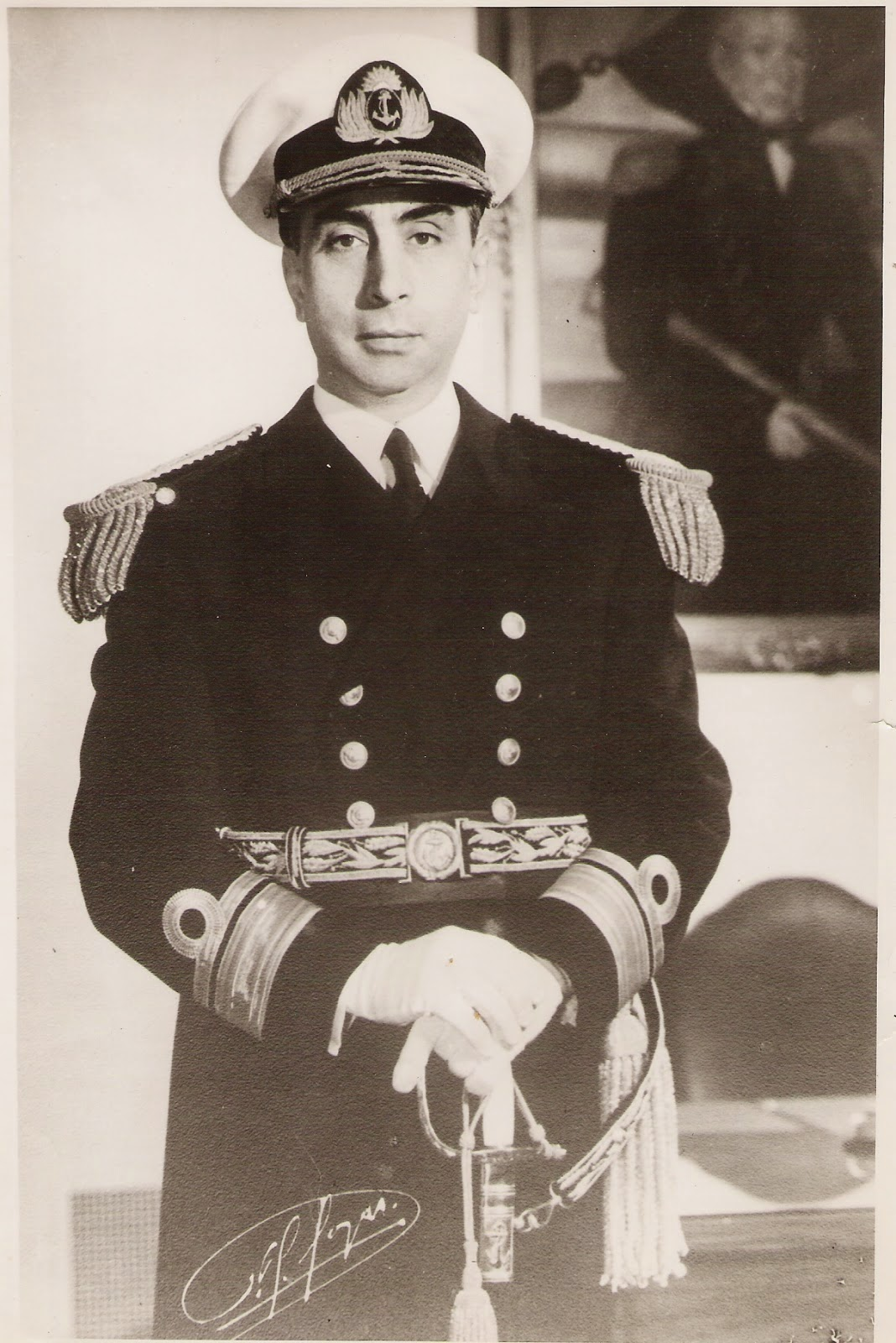
El almirante (R) Isaac Rojas lideraba al bando colorado en la Armada. Rojas había sido el líder del sector más duro de la Revolución Libertadora que derrocó al Gobierno constitucional de Perón en 1955.

El 24 de marzo de 1963, la planificación del golpe estaba concluida y sus líderes firmaban un "Acta de Constancia", detallando tanto las operaciones necesarias para tomar el poder, instalar una Junta Militar y reprimir a quienes se opusieran, como la "Doctrina de Gobierno" a llevar adelante, como la "liberalización de la economía" y el "debilitamiento del movimiento obrero". El "Acta de Constancia" nombraba al general Benjamín Menéndez como "Jefe de la Revolución y Presidente de la Nación". Tres días después, el ministro Martínez renunciaba debido a las dificultades para implementar su plan electoral, decidiendo al grupo golpista a establecer la fecha del golpe para el 2 de abril.

## El alzamiento de abril de 1963

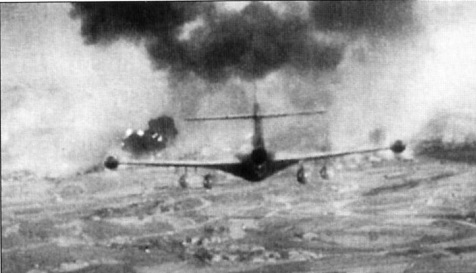
F9F Panther de la Armada atacando al Regimiento de Caballería de Tanques 8.

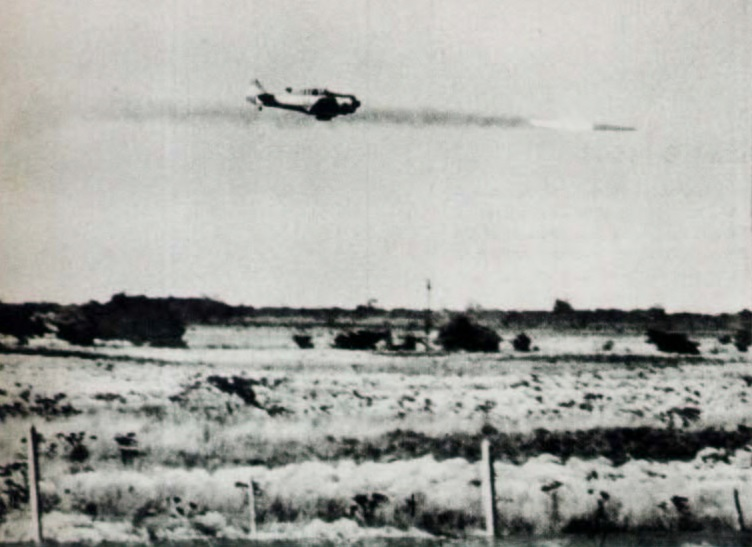
AT-6 Texan de la Armada disparando cohetes contra una columna azul.

### 2 de abril
En la madrugada del 2 de abril de 1963, comenzó la sublevación. Prácticamente toda la Armada se plegó a la misma, al igual que un gran sector del Ejército, mientras que casi no tuvo adhesión en la Fuerza Aérea. En la fuerza naval se sublevaron la Escuela de Mecánica de la Armada, las bases navales Río Santiago, Mar del Plata y Puerto Belgrano; el Comando de la Infantería de Marina, las bases aeronavales Punta Indio y Puerto Belgrano e incluso el edificio del Comando de Operaciones Navales (actual Edificio Guardacostas), donde se instaló el comando colorado. La Flota de Mar, que estaba en operaciones al mando del almirante Eladio Vázquez, mantuvo una actitud ambigua hasta el final, cuando se pronunció "leal" al Gobierno de Guido.
Una gran parte del Ejército se sublevó a pesar de la purga del año anterior, aunque debido a los traslados se trató de unidades alejadas de la Capital Federal, como la Escuela de Tropas Aerotransportadas de Córdoba, el Centro de Instrucciones de Artillería Antiaérea de Camet en Mar del Plata; el Grupo 2 de Artillería de Montaña en Jujuy; el Batallón 6 de Ingenieros de Montaña de Bariloche; parte del Regimiento de Infantería de Montaña 26 de Junín de los Andes y el Regimiento de Infantería Motorizada 24, junto al Batallón 9 de Ingenieros Motorizados, ambos de Río Gallegos.
La Fuerza Aérea permaneció, en su mayoría, leal a Guido, aunque se sublevaron las bases de Aeroparque, Mar del Plata y Reconquista.
A las 6:30 a. m., cuando comenzaba a clarear, un grupo de comandos civiles colorados intentó asesinar al general Osiris Villegas, uno de los líderes azules, al salir de su domicilio en Bella Vista para ir a Campo de Mayo, hiriéndolo en la cabeza sin consecuencias graves.
Simultáneamente, otro comando tomó Radio Argentina en Lomas de Zamora y procedió a transmitir el primer comunicado colorado, firmado por el general Benjamín Menéndez:

Basta de corrupción y entrega; restablecerla decencia moral y cívica; libertad integral del hombre; castigo de los mercaderes como ejemplo para las próximas generaciones. Revolución Nacional con R mayúscula a la que sólo deben temer los delincuentes y negociantes de arriba y abajo; progreso social, reparto equitativo de la riqueza; restablecimiento del principio de autoridad del gobierno sin distinciones de color y banderías; reconciliación de todos los ciudadanos; país soberano dueño de su destino sin venganzas ni revancha.

A las 10:56, una radio en poder de los sublevados informó que Menéndez había asumido la Presidencia de la Nación. Para entonces, las tropas coloradas controlaban completamente la ciudad de La Plata y la Infantería de Marina había tomado posiciones frente a Plaza de Mayo listas para atacar la Casa Rosada.
Sobre el mediodía se produjo el primer enfrentamiento en la zona de Bahía Blanca, donde se encuentra la poderosa base naval de Puerto Belgrano. Tropas de la Infantería de Marina, que acababan de ocupar Punta Alta, con apoyo de la Aviación Naval, se enfrentaron con el Regimiento de Infantería 5 (RI-5). Los marinos se impusieron en poco más de media hora, hiriendo a varios soldados, entre ellos el conscripto Carlos Alberto García, cuyo estado era grave. Ese mismo 2 de abril fallece el conscripto Carlos Alberto García, asesinado por la marina. Fueron tomados prisioneros y llevados a Puerto Belgrano, el general Luchessi; su jefe de Estado Mayor, coronel Alfredo Serrés; su segundo, el coronel Leandro Anaya y el teniente coronel Benigno Sánchez, jefe del RI-5.

#### Ataque al C-8 de Magdalena
Sobre el mediodía se inició el episodio más sangriento de las jornadas de abril del 1963: el ataque aéreo colorado al Regimiento de Caballería de Tanques 8 de Magdalena de los azules. Del mismo ha quedado el extenso relato de Hermindo Belastegui, un conscripto clase 42, oriundo de Bernal, que ese año realizaba el servicio militar obligatorio en esa unidad y que es autor de uno de los pocos libros escritos sobre la guerra entre Azules y Colorados, y el testimonio periodístico de cuatro conscriptos pertenecientes a la Agrupación Excombatientes del 2 de abril del Año 1963, tomado en 2016 por el diario El Colono de Verónica.
El ataque fue conducido por el comandante de la Base Aeronaval Punta Indio, capitán de navío Santiago Sabarots, quien era uno de los pilotos que el 16 de junio de 1955 bombardearon la Plaza de Mayo, causando 308 civiles muertos. Punta Indio está a escasos 40 kilómetros de Magdalena, donde está ubicada la base de tanques que había decidido de manera contundente, en los enfrentamientos de septiembre del año anterior, la victoria del bando Azul, concentrado en el Arma de Caballería, a pesar de la superioridad logística del bando colorado, que contaba con la Infantería y la Artillería. Dos semanas antes, las dos unidades militares habían realizado prácticas de tiro juntas.
Previo a iniciar el ataque, Sabarots ordenó arrojar desde una avioneta panfletos sobre el RC-8 dando un ultimátum de 20 minutos: 

El Teniente General Benjamín Menéndez, jefe de las Fuerzas Revolucionarias, informa que habiendo sido tomados los Regimientos de La Plata y el 2 de Comunicaciones de City Bell por los infantes de la Marina de Río Santiago, pide al C-8 de Magdalena que se pliegue a la Revolución o deponer las armas. En caso de no hacerlo, el regimiento será atacado en 20 minutos.

Ante la inminencia del ataque, López Aufranc ordenó abandonar el cuartel y llevar los tanques hacia los bosques para camuflarlos y evitar su destrucción.

El escuadrón era un hormiguero, y la orden fue evacuar el cuartel. A las 12:30 comenzó a ser atacado por aviones Panther y Corsario (sic) con fuego de metralla, bombas incendiarias y destructivas.
Hermindo Belastegui.

22 aviones atacaron el regimiento durante 15 horas y lanzaron más de 100 bombas, incluyendo de napalm. Los ataques aéreos sobre el regimiento se prolongaron hasta las 03:00 a. m. del día siguiente, y luego se dirigieron a las tropas que estaban llegando desde Campo de Mayo.
Belastegui fue testigo de importantes violaciones a las leyes de la guerra y actos de crueldad por parte de la Aviación Naval colorada, como atacar ambulancias, ametrallar desde los aviones a conscriptos que corrían para ponerse a salvo y utilizar bombas de napalm.
Osvaldo Podrecca, fue uno de los soldados conscriptos que estuvieron en el C-8 durante el ataque. Residente del pueblo de Verónica, cerca de la base de Punta Indio, años después trabajó en la base aeronaval y pudo conocer detalles de la batalla. Años después, Podrecca integró la Agrupación Excombatientes del 2 de abril del Año 1963. En un reportaje obtenido por el periódico El Colono de Verónica, Podrecca cuenta:

Venían (los aviones de Punta Indio) y tiraban bombas, tiraban con ametralladoras; y había cuatro pilotos que eran los más sanguinarios, que corrían a los colimbas por el campo: Cándido Chaneton, Astesiano, Pieretti y Cordera [sic], esos eran los cuatro tipos más sanguinarios; le tiraron hasta a una ambulancia (pensaban que en ella se trasladaba el teniente coronel López Aufranc)
Osvaldo Podrecca.

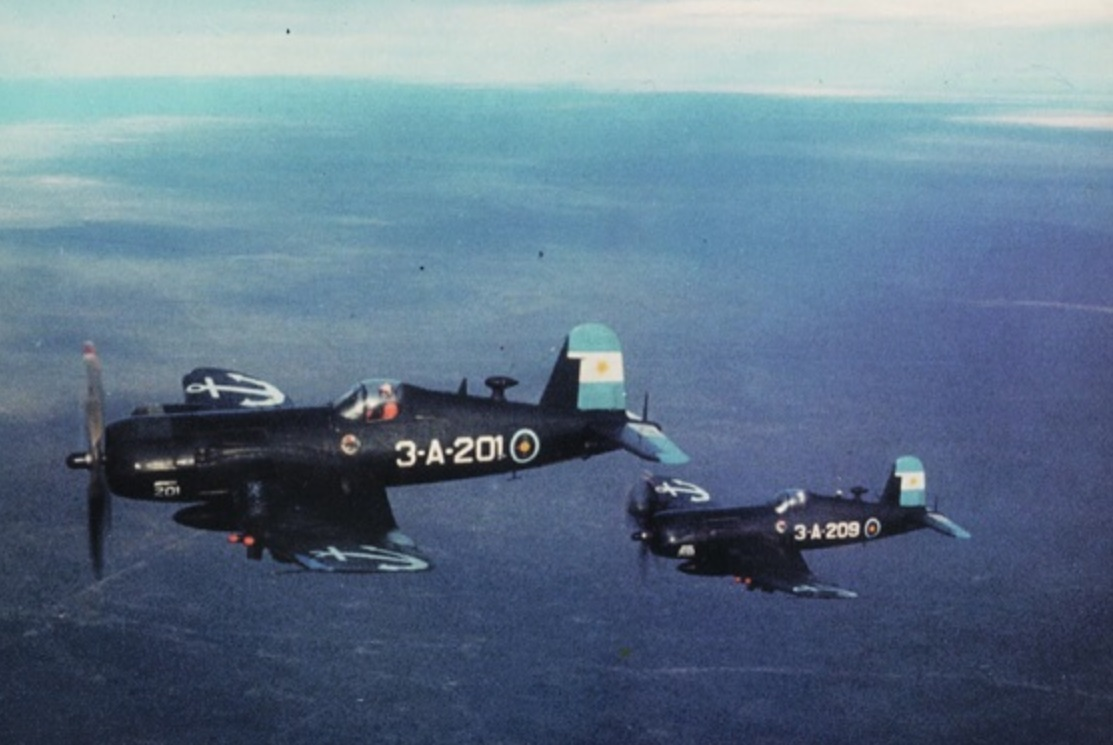
Dos aviones Corsair de la Base Aeronaval Punta Indio en vuelo.

La fuerza aeronaval que atacó Magdalena estaba compuesta por:
- 12 North American T-6 Texan, equipados con tres ametralladoras fijas M2 de 7,62 mm, cohetes Oerlikon de 80 mm, misiles HVAR de 5 pulgadas y bombas de 100 kilogramos sujetas a dos soportes subalares y uno ventral;
- 5 Grumman F9F Panther equipados con cuatro cañones M3 de 20 mm, dos cohetes HVAR de 127 y dos bombas de napalm MK-47 de 340 kg;
- 5 F4U-5 Corsair con cuatro cañones M3 de 20 mm cada uno, ocho cohetes antitanque HVAR 127 mm y bombas de 250 kg.

Entre los pilotos que comandaron la fuerza de ataque al C-8 estuvieron los tenientes de navío Cándido Chaneton y Carmelo I. Astesiano, el teniente de fragata Julio A. Pieretti y el teniente de corbeta Héctor Cordero, a quienes el soldado Podrecca calificó de "sanguinarios".
El ataque causó 9 muertos y 22 heridos en la tropa azul. El Colono estableció la identidad de los nueve muertos en Magdalena, un oficial, tres suboficiales y cinco soldados conscriptos: el teniente Francisco Leyva, el sargento Oscar González, el cabo primero José Agüero, el cabo Julio Rodríguez, y los soldados Osvaldo Peralta, Cornelio Haedo, Constantino Bobolis, Eduardo Bastino y Julio Astiz. Algunos de los heridos fueron el soldado Osvaldo Giménez, Ángel José Cavallieri, Ernesto Mario Loquez, Rubén Lorenzetti e Isabelino Aguirre. El periodista Ricardo Jaén menciona también la ejecución de un piloto colorado luego de realizar un aterrizaje forzoso, por una partida azul "a cargo de un oficial nunca identificado".
Durante la noche los ataques continuaron, principalmente a cargo de los Corsair. Belastegui relata que durante la noche, él y otros dos camaradas debieron arriesgar su vida y volver al regimiento que estaba siendo bombardeado, para conseguir una frazada, cumpliendo la orden de un teniente que tenía frío. Muchos años después, Carlos Montero, otro de los soldados conscriptos que servía en el C-8 aquel día, reflexionaba de este modo sobre aquel levantamiento:

Nosotros los conscriptos siempre fuimos carne de cañón, porque si los generales en esa época se levantaban con la locura de hacer la revolución, y yo me agarrara a los tiros con él, listo; pero el problema era que nosotros estábamos bajo Bandera, y el que pone el cuero para defender a un general es el colimba.
Carlos Montero

El coronel López Aufranc logró salvar la mayoría de los 70 tanques con que contaba el regimiento, enviándolos hacia los bosques donde fueron camuflados y montando maquetas de madera que distrajeron a los atacantes, cumpliendo la planificación que había anticipado el ataque. Debido a esas tácticas se ganó el mote de “El Zorro de Magdalena”, parafraseando el que se aplicara mariscal alemán Erwin Rommel, durante la Segunda Guerra Mundial.
Entre las bajas de la Aviación Naval, se encuentra el F4U Corsair matrícula 0384/3-A-211 que fue alcanzado por las baterías antiaéreas del C-8 y se estrelló en el campo, logrando su piloto eyectarse.

#### La Plata y City Bell

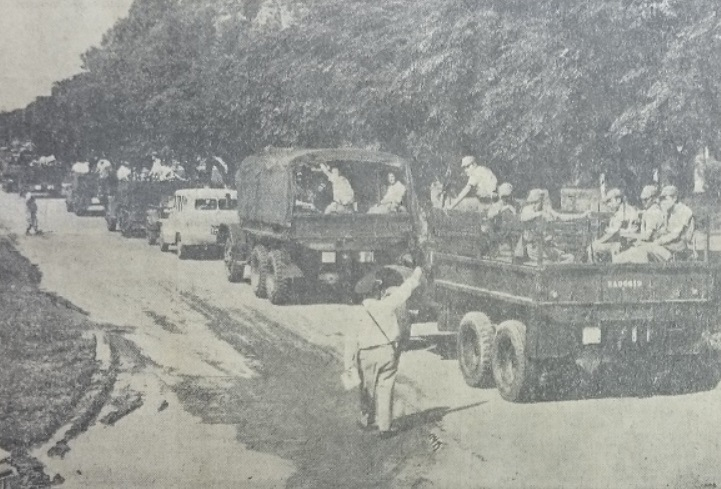
Al mediodía del 2 de abril de 1963, las tropas azules al mando del general Alejandro Agustín Lanusse salen de Campo de Mayo para recuperar La Plata y Punta Indio.

A las 11:00 a. m., las radios y la televisión de La Plata, en poder de las fuerzas coloradas, exhortaron a evacuar las viviendas cercanas al Batallón 2 de Comunicaciones de City Bell, en poder del bando Azul, para prevenir posibles bombardeos. El pánico se apoderó de la población que formó largas caravanas de vehículos, así como hombres, mujeres, niños y ancianos a pie, para huir del lugar.
Por la tarde dos aviones Gloster Meteor, pertenecientes a la VII Brigada Aérea de Morón, ametrallaron y bombardearon LS-11 Radio Provincia, en pleno centro de la ciudad de La Plata, destruyendo las antenas y el edificio y creando grandes cráteres. Poco después, a las 16:50 un caza proveniente de Punta Indio bombardeó con napalm el cuartel del Batallón 2 de Comunicaciones; el ataque se repitió minutos después arrasando las instalaciones e hiriendo de gravedad a varios efectivos.
Ante el ataque al Batallón 2 de Comunicaciones, el Regimiento 7 de Infantería (azul), ubicado en las proximidades, envió 30 efectivos para apoyar al B2C, equipados con ametralladoras y armas largas calibre 7,62 mm. Al llegar al kilómetro 12, a 1000 metros del objetivo, se enfrentaron con tropas de la Infantería de Marina (colorado) que había rodeado la unidad. Luego de un intenso fuego, los azules se rindieron y fueron tomados prisioneros.
Después del mediodía, la columna motorizada de Campo de Mayo al mando del recién ascendido general Alejandro Agustín Lanusse (azul), encabezada por el Regimiento de Caballería de Tanques 10 (C-10), al mando del coronel Tomás Sánchez de Bustamante, se puso en marcha hacia el área de La Plata y Magdalena en poder de los colorados. Al llegar a La Tablada, la columna unió fuerzas con el Regimiento de Infantería Motorizada 3 (RIM3) al mando del teniente coronel Jorge Manuel García Sanabria. Las tropas se detuvieron en el Cruce de Gutiérrez (Camino Centenario y Camino General Belgrano), a las puertas de City Bell, cuando comenzaba a anochecer.
A las 19:45, la Secretaría de Prensa de la Presidencia de la Nación dio a conocer el Comunicado N.º 5 del presidente Guido:

El presidente de la Nación hace un llamado perentorio a la cordura de quienes hoy se levantaron contra las autoridades legales. En estos momentos en que se está llegando a la etapa final de un proceso difícil para que la República encuentre una salida democrática, adoptar tales actitudes importa atentar contra los auténticos intereses de la Nación. Los hombres de armas deben reflexionar seriamente sobre la responsabilidad que les incumbe ante el pueblo de su patria. El Poder Ejecutivo tiene en sus manos los medios idóneos para evitar un retornismo inaceptable y los desbordes totalitarios, y los utilizará llegado el caso. Nadie debe adelantarse a los acontecimientos. Debemos confiar todos en la sensatez de la ciudadanía.
José María Guido, Presidente de la Nación.

La columna al mando de Lanusse entró a La Plata a las 21:30, retomando con facilidad el control de la ciudad, porque el grueso de las tropas coloradas se había replegado hacia Río Santiago, dejando una dotación mínima, que incluía 25 civiles armados, que se rindieron sin combatir. A las 22:30 se dispuso un apagón general y el corte del tránsito por los principales caminos. Asegurada La Plata, Lanusse se puso en marcha para atacar la base rebelde de Punta Indio. A las 2 de la mañana llegó a Magdalena donde se reunió con López Aufranc para planificar la arremetida hacia la guarnición sublevada que había arrasado el Regimiento de Magdalena.
El testimonio de Alfredo Oliva Day, un civil que marchaba con las tropas azules, reconstruye el acoso que la columna de Lanusse recibió de los aviones colorados:

El avance del c-10 hacia Magdalena fue alterado por las incursiones de los aparatos navales que nos bombardearon, provocando víctimas. Confieso que tuve miedo. En medio de la noche, la incursión de los aviones —cuyos pilotos al iniciar la "picada" silenciaban los motores— era precedida por lanzamientos de luces de bengala, destinadas a iluminar los objetivos. En diversos lugares, la Marina había pintado con óleo fosforescente las banquinas y mojones para facilitar el ataque; recuerdo que una pareja, detenida dentro de un automóvil a la vera de la ruta, tuvo que ser conminada mediante una ráfaga de ametralladoras a apagar las balizas de posición.

Esa noche, un caza F4U Corsair colorado, matrícula 0384/3-A-211, fue alcanzado por las baterías antiaéreas azules y derribado en el paraje Las Talas, partido de Berisso, logrando el piloto eyectarse. Las tropas azules sufrieron varias bajas fatales, entre ellas los soldados conscriptos Hugo Dakof y Arnoldo Luger.

#### Córdoba
Desde un punto de vista territorial, Córdoba era la provincia en la que el bando colorado tenía más peso. El apoyo cívico al bando colorado incluía un amplio sector de la Unión Cívica Radical del Pueblo, liderado por Juan Palmero, Eduardo Gamond, Jorge Henoch Aguiar, Donato Latella Frías y Rodolfo Amuchástegui, partidarios de una salida insurreccional cívico-militar, a la que se oponían dirigentes locales como Arturo Illia y Eduardo Angeloz. Poco antes de la sublevación, en un concurrido acto realizado en Río Cuarto, el almirante Isaac Rojas, exvicepresidente de la dictadura que derrocó a Perón y líder visible de la conspiración golpista en marcha contra Guido, había calificado a Córdoba como la «capital moral de la República».
En la ciudad de Córdoba la sublevación colorada se caracterizó por contar con gran cantidad de combatientes cívicos, principalmente radicales y estudiantes universitarios, comandados por el abogado Guillermo Becerra Ferrer, Palmero, Gamond y Enoch Aguiar. Otros líderes de los comandos civiles radicales fueron Julio Ruiz Orrico, Nicolás Brandalise, Arturo Gallegos, Ramón Mansilla, Medardo Ávila Vázquez (años después fundador de la Junta Coordinadora Nacional), Víctor Ferreyra, Héctor Sánchez y Enrique Becerra, entre otros. El bando Colorado se hizo fuerte en la Escuela de Tropas Aerotransportadas, ubicada en la capital, y en la Escuela de Gendarmería, cercana a Jesús María.
Unos mil soldados pertenecientes a la Escuela de Tropas Aerotransportadas tomaron la margen del Río Suquía que divide la ciudad, las principales emisoras de radio -incluyendo LRA7 Radio Nacional-, el Correo Central, la comisaría 14.ª y la terminal de buses, que entonces se encontraba en la avenida Vélez Sarsfield, a pocos metros del actual Patio Olmos.
Las tropas azules estuvieron al mando del general Carlos Roberto Moore, comandante del III Cuerpo de Ejército con sede en la ciudad.

### 3 de abril
El día 3 de abril; el bando azul atacó las posiciones tomadas por el bando colorado, que se retiró para concentrarse en Puerto Belgrano, al sur de la provincia de Buenos Aires. El objetivo principal fue la Base Aeronaval Punta Indio, comandada por el capitán de navío Santiago Sabarots, que el día anterior había arrasado el cercano Regimiento de Tanques de Magdalena (C-8), causando 9 de los 12 muertos que el bando azul perdería en esta contienda.

#### Ataque a la base de Punta Indio

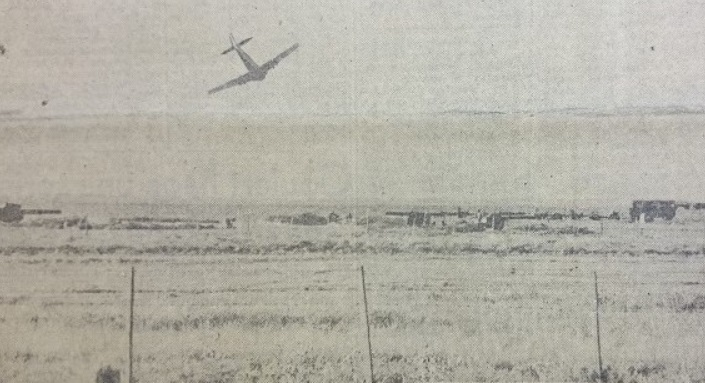
Avión T-34 Mentor de la Fuerza Aérea ataca la Base Aeronaval Punta Indio.

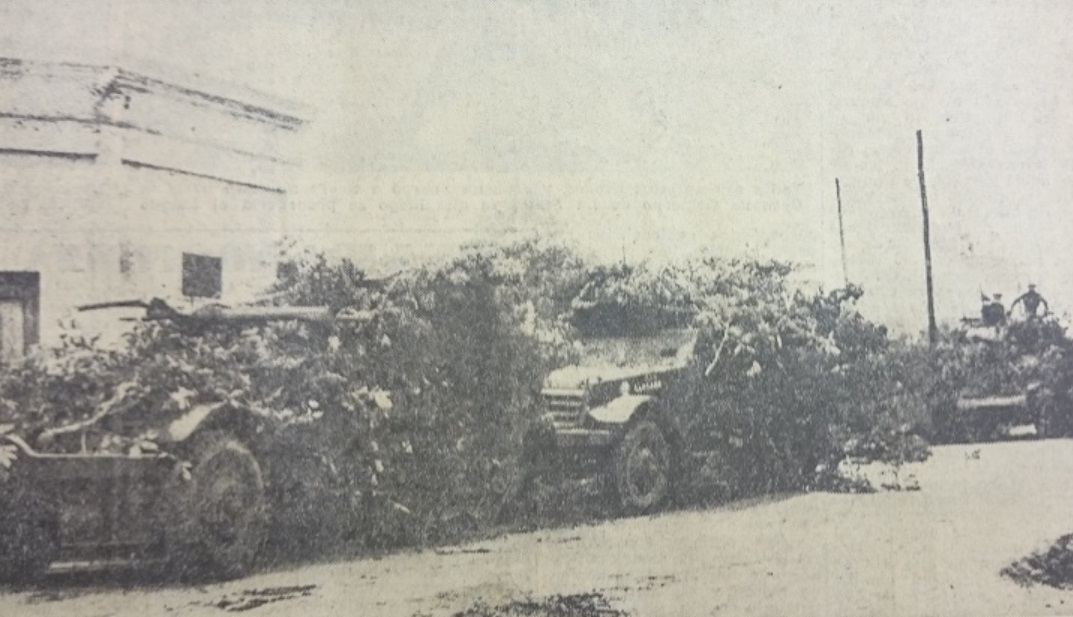
Tanques camuflados de Magdalena en camino hacia la base aeronaval de Punta Indio.

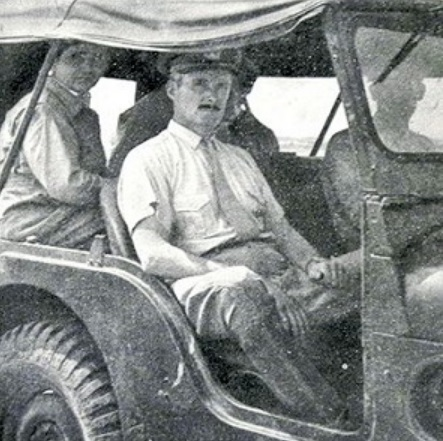
El coronel Alcides López Aufranc, comandante del Regimiento de Tanques de Magdalena, llamó a sus tropas a «arrasar Punta Indio» para vengar a los camaradas muertos el día anterior.

A primera hora del día 3 de abril, aún no se sabía qué actitud adoptaría el Comando en Jefe de la Fuerza Aérea, decisiva para inclinar la balanza hacia la Armada (colorada) o el Ejército (mayoritariamente azul). La Aviación había ido cambiando sus posturas de acuerdo a las percepciones que iban surgiendo de los combates, muchas veces contradictorias, razón por la cual fue llamada «la Fuerza Panqueque». Inicialmente, se había inclinado por no abrir fuego contra los sublevados, pero el derribo del avión del teniente Speranza y la prédica del subsecretario de Aeronáutica Eduardo Mc Loughlin sobre el comandante en jefe Carlos Armanini inclinó la balanza para el bando azul y terminó de definir la llamada "Guerra de los Cuatro Días".
El ataque sobre la Base Aeronaval Punta Indio se realizó primero mediante una ofensiva aérea que continuó con una ofensiva de los tanques del C-8 no destruidos en la víspera, y los tanques del C-10 de Campo de Mayo. El ataque aéreo fue realizado por la Fuerza Aérea, desde la VII Brigada Aérea, con una flota integrada por aviones Mk.IV Gloster Meteor, a los que se agregaron dos bombarderos Avro 694 Lincoln procedentes de V Brigada Aérea (San Luis); cuatro F-86 Sabre del Grupo 4 de Caza-Bombardeo cuatro Morane Saulnier MS.760 Paris pertenecientes al Grupo 1 de Caza-Bombardeo de la IV Brigada Aérea, con asiendo en El Plumerillo, provincia de Mendoza. Los comandantes de las escuadrillas fueron el comodoro Juan Pierrestegui y el vicecomodoro Fernando Manuel Pérez Colman, y entre los pilotos se encontraban primeros tenientes José Etcheverry, Juan Carlos Gabanet, Alexis de Nogaetz, Carlos Speranza, Hugo Giampaoletti, Juan Manuel Baigorria y el teniente Anselmo Stigarria.
Los marinos al comando del coronel Sabarots fueron sorprendidos por una maniobra pergeñada por la Fuerza Aérea. Aprovechando la indefinición de la fuerza, dos F-86F pidieron autorización a Punta Indio para repostar combustible en calidad de "neutrales". Los dos pilotos aterrizaron y fueron personalmente atendidos por el coronel Sabarots. Después de cargar combustible, ambos cazas despegaron y atacaron sorpresivamente las defensas antiaéreas dejando a la base indefensa ante el ataque del resto de la flota, que de manera coordinada descargó sus municiones minutos después.
El ataque aéreo azul destruyó cinco cazas F9F Panther en tierra, más un DC-4 y un DC-3 histórico (matrícula CTA-12), que fue uno de los dos aviones que realizaron el primer vuelo argentino al polo sur un año antes. También resultaron dañados cuatro F4U Corsair (matrículas 203, 209, 221 y 225), y dos Grumman S-2 Tracker (matrículas 3-AS-3 y 3-AS-5).
Pese a los daños que estaba sufriendo por el ataque de la aviación azul, los aviones colorados no dejaron de atacar a las columnas blindadas de Campo de Mayo y Magdalena que se dirigían hacia Punta Indio. El coronel Alcides López Aufranc, al comando del Regimiento 8, era uno de los jefes azules más exaltados y arengó a su tropa para "arrasar Punta Indio", en venganza por los nueve hombres muertos y los 24 heridos bajo su mando, que la Armada había matado el día anterior. Los odios entre militares y marinos desatados en esos dos días se extenderían durante 20 años.
Durante toda la mañana, la base aeronaval fue sometida a bombardeo de aviones y artillería, mientras el comandante Sabarots ordenaba evacuar a los oficiales navales en aviones que huyeron hacia Uruguay, en los cuales huyó él también.
Luego del mediodía, las tropas azules al mando del general Alejandro Agustín Lanusse ingresaron a la Base Aeronaval Punta Indio, que había sido abandonada por sus jefes. Según Sabarots, cuando él abandonó la base, la había dejado a cargo del capitán de fragata Raúl Torrent. Según los testimonios azules, quien recibió a Lanusse fue el capellán de la ocupada, luciendo uniforme militar.
En los combates murieron al menos cuatro efectivos de la base de Punta Indio que han sido individualizados, los cabos primero Ricardo Iglesias y Luis González, el marinero Eduardo Bustamante y el conscripto Segundo Alejandro Varela; Robert Potash, sobre la base de los expedientes militares, señala que murieron cinco efectivos pertenecientes a la base y otros tres resultaron heridos.
Ese día, las defensas antiaéreas azules derribaron otros dos aviones colorados, el Panther matrícula 0422/3-A-107 que estalló en el aire y se estrelló en el paraje La Maza, cerca de la costa de Berisso, y el Panther matrícula 0424/3-A-109, que cayó cerca de la estancia “La Hermosura”, sobre la Ruta 11. Ambos pilotos alcanzaron a eyectarse.

#### Combates en Córdoba
Desde la madrugada del 3 de abril se produjeron graves enfrentamientos armados en plena ciudad de Córdoba.
A las 2 de la mañana, tropas del III Cuerpo de Ejército atacaron las estación terminal de buses, ubicada en pleno centro y ocupada por comandos civiles, recuperándola tras un intenso tiroteo. Simultáneamente soldados y milicianos civiles tomaron y destruyeron la radio LV2 ubicada en el barrio Ferreyra, defendida por soldados de la Escuela de Artillería, entre los cuales hubo al menos dos heridos. Lo mismo sucedió con la radio LV3, ubicada en el residencial Barrio Cerro de las Rosas.
A la madrugada se produjo un intenso combate en el puente Alvear, sobre el Río Suquía, en el centro de la ciudad, entre efectivos azules del Arma de Caballería y la Escuela de Artillería, contra civiles armados y los paracaidistas de la Escuela de Tropas Aerotransportadas que controlaban el lugar, resultando heridos varios civiles rebeldes, uno de ellos grave.
Minutos después se produjo otro combate en la zona del río que atraviesa el barrio Santa Rita, esta vez sobre el puente Centenario -a cuatro cuadras del anterior-, por donde cruza la Av. Roque Sáenz Peña. Las tropas azules de la Escuela de Artillería lideradas por el subteniente Malena, sufrieron dos heridos -uno de ellos Armando Rodríguez que sufrió graves daños en su mano-, y las coloradas al menos tres heridos.
A las 08:30, tropas del III Cuerpo de Ejército atacaron a las tropas coloradas que se habían fortificado en el Parque Las Heras, siempre en el barrio Santa Rita, al mando del capitán García del cuerpo de paracaidistas, quienes mantenían prisionero al teniente coronel Titoy, jefe de la prisión militar. Luego de una hora y media de combate, las fuerzas coloradas se vieron obligadas a replegarse y varios combatientes civiles fueron detenidos.
Durante los combates un proyectil de mortero cayó sobre una vivienda del barrio Las Margaritas, destrozando una habitación y el incendio de la casa, mientras la familia estaba almorzando.
En el barrio Santa Rita los combates continuaron hasta la noche, con apoyo del vecindario a los combatientes cívicos y militares del bando Colorado. Asimismo, las tropas coloradas extendieron los combates unas cuadras más al norte, hacia el barrio Alta Córdoba, donde varios vecinos fueron heridos por las balas y las esquirlas, entre ellos Armando Miranda, José Miguel Falcón, César Maldonado y Olga Generi.

#### Fusilamiento en Jujuy
El 2 de abril, un grupo de oficiales al mando del teniente coronel Urbano de la Vega, con la colaboración de los coroneles Galíndez y Jones, sublevó el Regimiento 2 de Artillería de Montaña y detuvo a su comandante, el teniente coronel Horacio Guglielmone.
El 3 de abril, con el fin de preparar la represión de la insurrección colorada, las autoridades de la provincia ordenaron la evacuación de los barrios 25 de Mayo, Ciudad de Nieva, Villa 23 de Agosto de San Salvador de Jujuy, debido a la posibilidad de que se convirtieran en campos de batalla, así como los barrios de Cuyaya y Perales, en la afueras de la capital.
Ese día, por la tarde, fuerzas azules al mando del coronel Jorge Rafael Herrera detuvo a un civil, que fue trasladado al regimiento. En horas de la noche se anunció su fusilamiento sin juicio:

Se comunica a la provincia de Jujuy que con motivo de haber sido sorprendido un ciudadano portando en forma ilegal un arma de guerra, este comando de destacamento se ha visto en la obligación de pasarlo por las armas sin juicio previo. La ejecución se cumplió a las 21.20 del día de la fecha [miércoles 3 de abril]. La filiación del mismo se dará a conocer oportunamente.

El nombre de la persona fusilada no fue comunicado.

#### Repliegue colorado a Puerto Belgrano
Con la derrota en Puerto Indio y la recuperación por parte del bando azul de la mayor parte de los objetivos tomados por el bando colorado, los rebeldes se replegaron hacia Puerto Belgrano (o huyeron en avión hacia Uruguay), lugar de asiento de la base naval más grande de la Armada Argentina. Para muchos argentinos Puerto Belgrano era el símbolo de la "Revolución Libertadora" y el movimiento antiperonista y ahora, el jefe de la sublevación, Benjamín Menéndez, buscaba hacerla "el bastión de la revolución".
En la Capital Federal, las fuerzas coloradas abandonaron las posiciones que habían logrado a pocos metros de la Casa Rosada, la base aérea del Aeroparque, el Tiro Federal, la Escuela de Mecánica de la Armada, así como los edificios del Comando en Jefe de la Armada y la Secretaría de Guerra ubicada frente al Correo Central.
Al atardecer, 1500 infantes de marina y el Regimiento 1 de Palermo habían llegado a la Dársena Norte del puerto de Buenos Aires, para embarcarse con el armamento. A las 18:30 zarparon, en el ARA Bahía Thetis, el rompehielos ARA General San Martín y otros dos barcos. Prácticamente en el mismo momento, las tropas azules de la 1.ª División Motorizada del I Cuerpo de Ejército, al mando del Juan Alberto Morales ingresaron a la zona portuaria, encontrándola vacía, apenas con el guardacostas Azopardo, de la Prefectura Naval, que estaba en reparaciones.

### 4 de abril
Con la Capital Federal asegurada por el bando Azul y las tropas coloradas concentrándose en el interior del país, haciéndose fuerte en la poderosa Base Naval Puerto Belgrano y otras unidades que aún estaban en su poder, en Córdoba y Jujuy, el 4 de abril se presentaba como un día crucial, con la potencialidad de abrir incluso una guerra civil.

#### Jujuy
En la provincia de Jujuy, sobre el norte limítrofe con Bolivia, se produjeron intensos combates en un clima de extrema conmoción debido al fusilamiento sumario de un civil colorado, el día anterior, ordenado por el coronel Jorge Rafael Herrera, de las fuerzas azules.
Para reprimir al Grupo 2 de Artillería de Montaña que se había sublevado con el bando Colorado, el comando Azul envió la 5.ª División de Caballería (al mando del teniente coronel Alejandro Etcheverry Boneo) y la 5.ª de Artillería, desde Salta, y el Regimiento de Infantería de Monte Escuela, desde Tartagal.
A las 9 de la mañana la 5.ª División de Caballería dejó el Parque San Martín, donde se encontraba acampada y se encaminó hacia las escarpadas lomadas de Juan Galán, 10 kilómetros al oeste de la capital, saliendo por el barrio Cuyaya hacia la ruta provincial 78, donde las tropas coloradas se habían atrincherado.
A las 10 de la mañana ambos bandos abrieron fuego con cañones y armas largas, durante dos horas, causando varios heridos, hasta que las fuerzas azules debieron replegarse hacia la capital. Por la tarde la 5.ª de Caballería, volvió a atacar las posiciones del Grupo 2 de Artillería de Montaña, ahora con morteros, obligando esta vez a los rebeldes a replegarse hacia su cuartel ubicado en Termas de Reyes. Por la noche las tropas coloradas estaban rodeadas y el teniente coronel Urbano de la Vega se rindió.

#### Córdoba
El día 4 de abril las tropas azules recuperaron el control de los barrios de Santa Rita y Alta Córdoba obligando a las fuerzas coloradas de la Escuela de Tropas Aerotransportadas al mando del coronel Marco Aurelio Lobo y los milicianos civiles, a continuar su retirada hacia el norte, con el fin de llegar a la Escuela de Suboficiales de Gendarmería en Jesús María, que estaba desguarnecida.
En su persecución salieron tropas azules del Centro de Instrucción de Artillería, que formaron dos columnas bajo el mando del coronel Eduardo Labanca y el teniente coronel Cánepa, la primera por la Ruta 9 y la segunda por la ruta hacia Ascochinga, con el fin de cerrarles el paso.
Ya de noche, las tropas del coronel Labanca alcanzaron a las fuerzas coloradas en Estación General Paz y las atacaron con apoyo aéreo. Aprovechando la oscuridad, los rebeldes se internaron en los campos sembrados del lugar. Perseguidos por las tropas de Labanca, se dirigieron hacia la ruta provincial 74, pasando cerca de Los Espinillos y luego girando hacia el sur en dirección a Colonia Tirolesa. En esas condiciones el coronel Lobo traspasó el mando al capitán Niceto Moreno, para escapar en la noche, con dos o tres hombres, mientras que Moreno, rodeado, se rindió por radio.
Los comandos civiles y algunos militares no aceptaron la decisión del capitán Moreno de entregarse y lograron llegar a Jesús María, donde luego de tomar brevemente la central telefónica, se fugaron en varios automóviles que robaron en la ciudad.
Un muerto y veintidós heridos fue el saldo final de los combates en Córdoba. El sargento primero Pedro Martino, de la Escuela de Tropas Aerotransportadas cayó en los combates del río Suquía, donde fueron heridos el teniente primero Héctor Rubén Vergara, el teniente Juan Carlos Gegenschatz, el sargento Oscar Alfredo Balsa, el cabo 1.º Sergio Ahumada y los soldados Jacinto Díaz, Luis Ramírez, Aldo González y Andrés Etcheverría. Otros cuatro conscriptos, resultaron heridos en los combates en la Estación General Paz. Otros heridos fueron el coronel Carlos Enrique Ortiz de Zárate, el sargento Belarmino Maidana y los soldados Inocencio Figueroa, Armando Rafael Rodríguez, José Lackpm, Patricio Sosa, Atilio Musumese y Julio César Maldonado. Dos milicianos civiles fueron heridos en el combate del Puente Centenario, Armando López y Miguel Falcón.
Más de 60 comandos civiles fueron detenidos, condenados por tribunales militares y encarcelados en el penal de Viedma, entre ellos Henoch Aguiar, Luis Medina Allende, Enrique Becerra (quien desde la cárcel escribió Memorias de la cárcel), Julio Luis Orrico (máximo puntero de la UCR en Córdoba), Horacio Malbrán y Nicolás Brandalise. Seis meses después fueron amnistiados.

#### Puerto Belgrano: la rendición

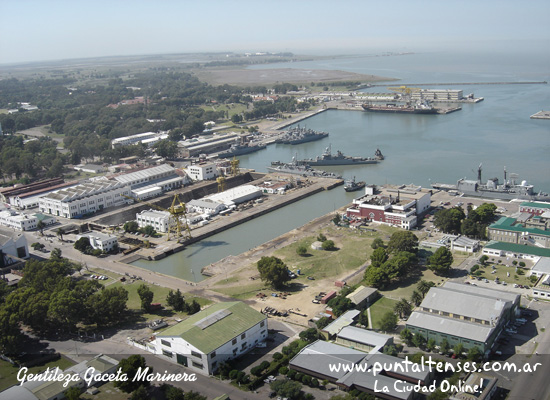
Base Naval de Puerto Belgrano.

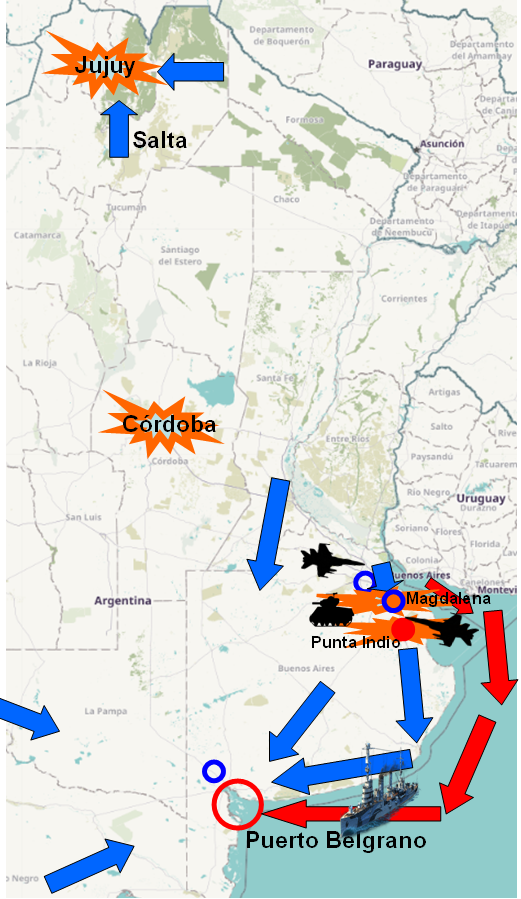
Mapa de los movimientos de tropas y enfrentamientos armados entre el 2 y el 5 de abril de 1963.

El 4 de abril el bando Colorado alistó la Base Naval Puerto Belgrano, bajo el mando del almirante Jorge Palma, para enfrentar una gran batalla por aire, mar y tierra. La población de la Base Aeronaval Comandante Espora fue evacuada y las rutas que llevaban a Punta Alta y Bahía Blanca, fueron bloqueadas y se emplazaron cañones Bofors de 40 mm, Krupp de 88 mm y baterías antiaéreas. Por la tarde ingresaron el portaaviones Independencia, los destructores, la fragata Azopardo y lo que restaba de la mayor parte de la flota.  Los aviones navales encendieron sus motores esperando la orden de ataque: «el clima de guerra era total y el estallido de las hostilidades parecía inminente».
Esa mañana las tropas Azules habían tomado la Base Naval Mar del Plata, y convergían hacia Puerto Belgrano, listas para el combate:

El alto mando del Ejército, en lo que fue un ejemplo impresionante de planificación y ejecución militar, trasladó con rapidez la Sexta División de Infantería de Montaña en camiones prestados de Neuquén a Río Colorado y movilizó otras unidades desde el Litoral y las provincias de La Pampa y Buenos Aires, para formar columnas concéntricas de hombres y material avanzando sobre la Base Naval.
Robert Potash

La 1 Compañía Blindada de Olavarría comandada por el teniente coronel Amadeo González Balcarce, las fuerzas de Campo de Mayo integradas por 27 camiones y 13 jeeps, mientras que los tanques eran llevados en tren. Una vez allí acamparon junto al Comando de Submarinos.
Hacia la tarde, con la retirada de las tropas coloradas en Jujuy y Córdoba, así como la rendición de las demás unidades sublevadas, se hacía evidente que el golpe había fracasado. El ministro de Defensa José Manuel Astigueta, inició conversaciones con los secretarios de Ejército, general Benjamín Rattenbach, y Fuerza Aérea, brigadier Eduardo Mac Loughlin, para tantear cuáles eran las condiciones, que resultaron ser muy moderadas, sin exigir cierres de bases, ni pérdida de la aviación naval, que pudieran humillar a la Marina.
Pero cuando todo parecía encaminarse a un cese del fuego y las operaciones militares, el general Onganía se opuso a las condiciones pautadas para la rendición y decidió continuar la movilización hacia Puerto Belgrano, desobedeciendo a Rattenbach. Onganía pretendía que el acuerdo incluyera una reducción en la capacidad militar de la Armada. Sobre la noche Guido logró convencer a Onganía y el camino quedó abierto para formalizar la rendición del bando Colorado.
Pasada la medianoche, a las 02:45 a. m. del 5 de abril se acordaron las condiciones básicas de la rendición firmadas por el ministro de Defensa Astigueta, los tres secretarios militares (Rattenbach, MacLoughlin y el contraalmirante Eladio Vázquez), emitiéndose un comunicado a la opinión pública:

Durante la reunión realizada en el día de la fecha se acordaron los requisitos previos para el cese de las operaciones para poder concretarlos posteriormente; asimismo, las actividades a cumplir para normalizar la situación actual de las fuerzas. 5 de abril. Requisitos para un acuerdo:
-Detención y juzgamiento de los jefes sublevados según sus distintas jerarquías.
-Constitución de los tribunales que tendrán a su cargo los juicios en términos perentorios
-Reducción de la Aviación Naval y de la Infantería de Marina y ocupación de la base de Punta Indio por el C-8 hasta que finalice la reconstrucción de sus cuarteles.
-Restitución en un plazo prudencial de las bases de la armada actualmente bajo jurisdicción del Ejército a los nuevos mandos a designarse.

Poco después en Jujuy, cinco suboficiales liberaron al teniente coronel Horacio Guglielmone, mando legal del Regimiento 2 de Artillería de Montaña de Jujuy y con otros diez efectivos atacaron el cuartel de Termas de Reyes, donde se habían refugiado las tropas del regimiento, que se habían rebelado bajo órdenes del teniente coronel Urbano de la Vega. Fue la última acción de la crisis militar.

### 5 de abril
A las 23:30 del 5 de abril la Base Naval Puerto Belgrano se rindió y fue entregada al Regimiento de Infantería 5 de Bahía Blanca, sede provisoria del Comando del V Cuerpo de Ejército.

## Consecuencias

### Triunfo de los "Violetas"
Tras la rendición del comando colorado, el presidente José María Guido designó al general de brigada Juan Carlos Onganía como comandante en jefe del Ejército. Pero los azules carecían de un proyecto político claro y no pudieron encontrar una fórmula adecuada. Su propuesta era llamar a elecciones, con participación del peronismo, y someterse al mando civil, pero nunca encontraron los interlocutores civiles para llevar adelante esa propuesta, porque Frondizi estaba preso y Perón obviamente no la aceptó. Los militares azules triunfantes, por otro lado, desconfiaban del frente peronista-frondizista que llevaba a Solano Lima como candidato y exigieron que Guido lo impidiera. Ese acercamiento a las posiciones coloradas antiperonistas, les valió el mote de "Violetas". Comandados por los generales Julio Alsogaray, Alejandro Agustín Lanusse y Tomás Sánchez de Bustamante, lograron la renuncia del ministro del Interior, Rodolfo Martínez, imponiendo en ese lugar al general Enrique Rauch, primero, y al general Osiris Villegas, al final.
El resultado fue la proscripción del peronismo y del frondizismo y por lo tanto, terminaron haciendo lo que planteaban los colorados, habilitando el triunfo electoral de los radicales del pueblo, con la candidatura de Illia, él mismo un político cercano familiarmente con los sectores colorados de la Marina.
Uno de los principales líderes de los comandos civiles cordobeses del bando Colorado, el radical Medardo Ávila Vázquez, consideró que el levantamiento colorado de abril de 1963 «sirvió para romper el frente que estaban armando peronistas y frondicistas». El historiador Abelardo Ramos, dice en el mismo sentido:

De este modo, el ejército colorado que había hostigado cuatro años a Frondizi, era sustituido por el ejército azul, que daba el poder al partido político de los colorados.

Más allá de las dificultades de los azules para encontrar una salida legalista, su victoria en abril de 1963 terminó con la indisciplina dentro de las Fuerzas Armadas que había generado la Revolución Libertadora, para dar inicio a «una década de orden al interior del Ejército durante la cual este estuvo dominado por un grupo homogéneo de oficiales superiores, la mayoría de los cuales compartía un pasado común de luchas antiperonistas».
Dos años después, el 28 de junio de 1966, el «legalista» y jefe de los azules, el general Onganía, derrocaría al entonces presidente Arturo Illia. Las diferencias entre azules y colorados habían comenzado a diluirse durante el gobierno de Arturo Illia. Hacia 1966, los militares que se habían enrolado como azules o colorados, estaban de acuerdo con que el hombre que debía representarlos era Onganía, mediante una dictadura cívico-militar de tipo permanente. Al asumir Onganía, muchos de los colorados que habían sido pasados a retiro recuperaron el grado fueron ascendidos retroactivamente. Muchos fueron designados como intendentes en las provincias.

### Juicios, condenas, amnistía y purga
La sublevación de abril inmediatamente llevada a juicio ante el Consejo Supremo de las Fuerzas Armadas (CONSUFA), máximo tribunal militar en tiempos de paz, encargado de juzgar en instancia única a los oficiales superiores, según la legislación vigente en ese momento. En una primera investigación de los hechos, el fiscal general del CONSUFA acusó a 292 oficiales, de los cuales 181 correspondían al Ejército, 76 a la Armada, 27 a la Fuerza Aérea y 8 a la Gendarmería Nacional. De ellos, 80 militares se fugaron. Finalmente, 196 oficiales fueron enjuiciados, dictándose sentencia el 12 de septiembre de 1963, con el siguiente resultado:
- 2 almirantes recibieron las máximas penas, con condenas a prisión de nueve y ocho años respectivamente, más la pérdida del estado militar;
- 77 oficiales fueron condenados a penas de prisión entre dos meses y cuatro años, con pérdida del estado militar;
- 60 oficiales recibieron penas menores, sin pérdida del estado militar;
- 57 oficiales fueron absueltos.

El mismo día de la sentencia el presidente José María Guido, en ejercicio de las facultades legislativas que había tomado de facto, decretó una amnistía que dejaba sin efecto las condenas y devolvía el grado militar a todos los sublevados, incluyendo a quienes se habían fugado.
La amnistía no impidió que los Azules triunfantes llevaran adelante "amplias purgas" en las Fuerzas Armadas. Inmediatamente después de la rendición del bando Colorado, el presidente Guido dictó el Decreto-Ley N.º 2652 del 9 de abril de 1963, autorizando a los secretarios de cada una de las fuerzas a dejar de lado los reglamentos militares referidos a destituciones, retiros, nombramientos, cierre y apertura de unidades, etc. En el Ejército 225 oficiales fueron dados de baja. Potash llama la atención de dos oficiales, que más adelante tendrían importancia histórica, que lograron evitar la baja a pesar de haber adherido al bando Colorado: los tenientes coroneles Jorge Rafael Videla y Roberto Viola.
En la Marina la purga fue mayor. El 90% de los almirantes y el 40% de los capitanes de navío perdieron sus cargos, y la fuerza fue reducida significativamente.

### La cuestión de los muertos y heridos
La mayoría de las fuentes da por sentado que en las confrontaciones entre azules y colorados se produjeron 24 muertos y 87 heridos. El dato fue aportado por Potash en 1994, precisando que la información fue tomada directamente del Archivo del Consejo Supremo de las Fuerzas Armadas (CONSUFA), legado 30, fojas 6069-6076 para bajas del Ejército, y legajo 21, fojas 4090-4098, para bajas de la Armada, mientras que el archivo correspondiente a la Fuerza Aérea (legajo 9, foja 1800) no registra bajas para esta fuerza. Potash señala también que todas las bajas fueron militares, y que 19 muertos pertenecían al Ejército, mientras que los muertos en la Armada fueron cinco, todos «infantes marinos». Pero la realidad señala que cuatro de los muertos fueron ciudadanos entre ellos hombres y mujeres trabajadoras que se encontraban siendo pasajeros del tren.
Los nombres de los 24 combatientes muertos y los 87 heridos, se han conocido parcialmente, y no son recordados en actos públicos o placas de memoria, con excepción de la “Agrupación ExCombatientes del 2 de abril del Año 1963”, ni han sido incluidos en ninguna de las múltiples leyes o proyectos de ley que se han elaborado para compensar a las víctimas de los actos de violencia política entre 1955 y 1983.
En algún caso se ha mencionado que los muertos y heridos fueron más, produciéndose incluso víctimas civiles. El periodista Ricardo Jaén menciona en un artículo publicado en 2019 en el diario platense El Día, destaca el hecho de que «el número final de víctimas en todo el país nunca se supo» y menciona la existencia de gran cantidad de testimonio orales sobre actos de venganza.
El propio Jaén relata la ejecución el día 2 de abril de 1963, de un piloto naval colorado luego de realizar un aterrizaje forzoso, por una partida azul del Regimiento de Tanques C-8 de Magdalena, «a cargo de un oficial nunca identificado».
En 2019, el licenciado Leonardo Diego Muñoz, dio a conocer el relato de Luis Carlos Scursatone, quien realizó el servicio militar durante 1962 y fue movilizado desde su base en Córdoba hacia Buenos Aires en ocasión de los enfrentamientos de septiembre de ese año, que según la información oficial no habían causado ninguna baja. Sin embargo, en su relato, Scursatone menciona cinco muertes de las que fue testigo, cuatro de ellas de mujeres civiles, hecho respecto del cual también se hizo referencia en un foro militar:

El 21 de septiembre al mediodía llegan a San Antonio de Padua en los camiones, “Los chicos estaban celebrando el Día de la Primavera. Ese día un tren recibió disparos, creían que estábamos nosotros, murieron 4 mujeres porque era un horario en que viajaba mucha gente. Al anochecer del 22 de septiembre estaban en Morón, “No se veía nada, ni pájaros, ni perros, ni gente en la calle. Hacía mucho frío, dormimos en camiones tapados con cobijas”. En Morón pidió permiso para ir al baño, tenía tanto dolor en hombros y clavículas tras la marcha, que no podía ponerse los arneses. Durante la madrugada se escuchó un disparo, accidentalmente resultaría muerto un soldado, la única baja de su unidad, al descargar otro soldado el FAL horizontalmente y no apuntando arriba tras la guardia, disparándose el proyectil de la recámara.

Alfredo Oliva Day, un civil que marchaba con las tropas azules de Campo de Mayo, relató que fue testigo presencial, el día 3 de abril en las cercanías de la base aeronaval de Punta Indio, del momento en que una mina hizo volar a un sulky por los aires, causando la inmediata pérdida de las dos piernas del trabajador rural que lo conducía.
Alberto N. Manfredi (h), en Azules y Colorados, un conflicto estéril, da cuenta de varios heridos civiles en Córdoba, algunos de ellos combatientes y otros simples vecinos en el área de los combates, dando en algunos casos los nombres:

Varios vecinos resultaron heridos por las balas y las esquirlas en Alta Córdoba, entre ellos Armando Miranda, José Miguel Falcón, César Maldonado y Olga Generi quienes fueron derivados al Hospital Nacional de Clínicas junto al soldado Armando Rodríguez de la Escuela de Artillería, que ingresó con su mano derecha prácticamente destrozada.

Manfredi también reveló el anuncio oficial en la provincia de Jujuy, del fusilamiento sin juicio de un civil detenido, el día 3 de abril de 1963. y las graves heridas sufridas por un civil de 18 años, Héctor Santucci, el 7 de abril en Villa San Carlos, partido de Berisso, al intentar desarmar una bala de 20 mm desprendida de uno de los cazabombarderos Panther al caer en Los Talas, el 3 de abril.
Un muerto y veintidós heridos fue el saldo final de los combates en Córdoba. El sargento primero Pedro Martino, de la Escuela de Tropas Aerotransportadas cayó en los combates del río Suquía, donde fueron heridos el teniente primero Héctor Rubén Vergara, el teniente Juan Carlos Gegenschatz, el sargento Oscar Alfredo Balsa, el cabo 1.º Sergio Ahumada y los soldados Jacinto Díaz, Luis Ramírez, Aldo González y Andrés Etcheverría. Otros cuatro conscriptos, resultaron heridos en los combates en la Estación General Paz. Otros heridos fueron el coronel Carlos Enrique Ortiz de Zárate, el sargento Belarmino Maidana y los soldados Inocencio Figueroa, Armando Rafael Rodríguez, José Lackpm, Patricio Sosa, Atilio Musumese y Julio César Maldonado. Dos milicianos civiles fueron heridos en el combate del Puente Centenario, Armando López y Miguel Falcón.